# Персонажи книг А. М. Волкова о Волшебной стране
В сказках Александра Волкова о Волшебной стране фигурирует свыше полутора сотен именованных персонажей, а также значительное количество безымянных действующих лиц. Сказки Волкова существуют во множестве различных редакций: автор не раз вносил правки в уже изданные тексты, перерабатывал сюжет, корректировал поведение персонажей, давал имена безымянным ранее героям или изменял уже имевшиеся имена.
В данной статье собрана информация по всем именованным персонажам сказочного цикла Волкова. Подробные сведения о наиболее значимых героях вынесены в отдельные статьи.
В список также включены (с соответствующими перенаправлениями) безымянные персонажи, получившие имена в поздних редакциях (например, деревянный клоун, «превратившийся» впоследствии в Эота Линга, или Предводитель Летучих Обезьян, ставший Уоррой), а также важные для сюжета безымянные персонажи с устойчивыми «прозвищами» (например, начальник полиции). Важные для сюжета герои, не имеющие ни имени, ни устойчивого «прозвища» (например, девушка Железного Дровосека и её злая тётка), как и малозначимые безымянные персонажи (например, министр земледелия короля Уконды) в список не включены.
Персонажи с одинаковыми именами снабжены отличительными пометками, которых не было в текстах Волкова (в частности, Бориль из древних времён обозначен как Бориль (первый), а его тёзка из нового времени — как Бориль (второй)). «Видовые» обозначения отдельных персонажей (например, Людоед, Аист, Белка) сочтены именами собственными, если в текстах Волкова они были написаны с заглавной буквы.

## Агранат
Могучий завоеватель Аграна́т — полководец, а возможно, и правитель какого-нибудь древнего королевства или империи в Волшебной стране. Упоминается мимоходом в тексте книги «Жёлтый туман», когда волшебница Арахна читает летопись гномов, пробудившись от своего сна длиной в пять тысяч лет.

## Аист
Аист (из книги «Волшебник Изумрудного города») спас Страшилу, когда тот застрял посреди Большой реки на шесте. Вняв просьбе Элли, Аист перенёс Страшилу по воздуху на берег. В дальнейших книгах он не появляется. 
Образ Аиста заимствован А. М. Волковым из сказки «Удивительный Волшебник из Страны Оз» Л. Ф. Баума.

## Алона
Ало́на (из книги «Семь подземных королей») — жена ловчего Ортеги, нашедшего Усыпительную воду. Горячо любила своего мужа и очень переживала, когда тот был найден без признаков жизни после своего загадочного исчезновения. К счастью для Алоны, Ортега вскоре пришёл в себя. У Алоны и Ортеги были дети.

## Альген
Дуболом Альген — эпизодический персонаж сказочного цикла А. М. Волкова о Волшебной стране. Альген является единственным рядовым дуболомом, чьё имя упоминается в книгах Волкова. Фигурирует в книге «Жёлтый туман».
Принимал участие в военном походе сторонников Страшилы Мудрого против великанши Арахны. Главная обязанность дуболомов в этом мероприятии заключалась в том, чтобы тащить за собой бронированный фургон, в котором располагались более привилегированные участники боевых действий. Дуболомы были избраны для этой миссии потому, что, в отличие от малорослых лошадок Волшебной страны, они никогда не уставали, и могли везти фургон хоть целые сутки напролёт, без перерыва.
Дуболом Альген оказался единственным пострадавшим, когда Арахна обрушила на фургон каменную лавину с одной из близлежащих гор. Падающим валуном Альгену оторвало руку. По счастью, на самочувствии и здоровье Альгена это никак не отразилось: когда обвал закончился, товарищи вставили ему руку на место, и военный поход продолжился как ни в чём не бывало.

## Анна Смит
Миссис А́нна Смит — мать Элли и Энни Смит, жена фермера Джона и сестра Чарли Блека. Упоминается во всех шести книгах сказочного цикла. Живёт в Канзасе. Занимается домашним хозяйством. Девичья фамилия Анны —  Блек. Изначально Анна не верила в существование волшебства в современном мире: «Жили волшебники в прежние времена, а потом перевелись. Да и к чему они? И без них хлопот довольно». Однако после того, как Элли побывала в Волшебной стране, Анне пришлось изменить своё мнение.
Несмотря на то, что два из трёх путешествий Элли в Волшебную страну поначалу выглядели как трагедия — родители считали дочь погибшей — Анна несколько раз давала Элли и Энни добровольное согласие на новый визит в край чудес. Ей принадлежит фраза: «Можно и с крыльца упасть и кости переломать, а другой из трёх необыкновенных путешествий вернётся целым и невредимым, как Элли». Анне присущ определённый фатализм, она верит, что каждому на роду написана его судьба.
Анна Смит — добрая простая женщина. Она любит своих дочерей, но может быть и строга к ним (достаточно вспомнить эпизод, где Анна отбирает у Энни серебряный свисточек Рамины). В честь Анны Смит названа её младшая дочь, более известная под уменьшительным именем Энни.
Роль миссис Анны в книгах Волкова — эпизодическая.
Анна, в отличие от обеих своих дочерей, панически боится мышей.

### Происхождение образа
Прообразом Анны Смит была тётя Эм из серии книг Л. Ф. Баума о Стране Оз, по мотивам которого Волков создавал свою Волшебную страну. Однако Анна существенно моложе тёти Эм: если героиня Баума описана как пожилая леди уже с самой первой книги, то Анна ещё и спустя десять лет остаётся достаточно молода и даже обзаводится второй дочерью. Также, в отличие от тёти Эм, Анна не переселяется впоследствии в сказочную страну, а продолжает жить в Канзасе. Кроме того, тётя Эм у Баума чаще изображается через призму своих отношений с супругом, дядей Генри, в то время как у Волкова отношения между Анной и её мужем Джоном остаются почти полностью «за кадром».
В первых изданиях «Волшебника Изумрудного города» (1939 и 1941) у Элли не было родителей: Анна и Джон приходились ей тётей и дядей, на попечении которых она жила, подобно Дороти Баума.

### Заимствование образа другими авторами
В неканонической вселенной Волшебной Страны, созданной Сергеем Сухиновым, Анна с мужем погибают от урагана, насланного колдуньей Кориной, которая мстит Элли за смерть Гингемы. Позже Элли оживляет её и отца с помощью каменного Цветка Желаний.

## Антрено
Антре́но (из книги «Жёлтый туман») — старейшина гномов во времена усыпления Арахны. Испросил у Гуррикапа позволения отвезти колдунью в пещеру, чтобы ухаживать за ней, пока длится очарованный сон.

## Араминта
Арами́нта (из книги «Огненный бог Марранов») — гигантская орлица, жена Карфакса. Вместе с мужем должна была вывести птенца, согласно строгой очереди, установленной в орлином племени. После того как вождь гигантских орлов Аррахес грубо нарушил очерёдность выведения потомства, приняла участие в заговоре, который организовал Карфакс против вождя. Однако среди заговорщиков нашёлся предатель и заговор был раскрыт. Аррахес и его сторонники первыми напали на мятежников. Араминта погибла в самом начале боя.

## Аранья
См. Наранья.

## Арахна
Ара́хна — одна из главных героев сказки «Жёлтый туман», очень злая и очень сильная колдунья исполинского роста, владычица племени гномов. Пожаловала в Волшебную страну из Большого мира примерно через тысячу или две тысячи лет после того, как Гуррикап превратил эту страну в край чудес.
Волшебное имущество Арахна украла у своей матери Карены, «оставив беспомощную старуху одиноко доживать век». Кроме того, Арахна увела с собой гномов, подчинявшихся в ту пору Карене. Появившись в Волшебной стране, Арахна принялась активно досаждать местному населению: устраивала губительные ураганы и наводнения, насылала эпидемии и причиняла прочие бедствия людям и животным. Гуррикап, узнав об этом, погрузил Арахну в чудесный сон, которому предстояло продлиться пять тысячелетий.
Когда срок, назначенный Гуррикапом, истёк, Арахна воспряла ото сна и пожелала стать владычицей Волшебной страны. Сначала она достала имевшийся у неё ковёр-самолёт и вознамерилась облететь на нём все уголки Волшебной страны, чтобы потребовать покорности у местных жителей, однако отовсюду была с позором изгнана.
Пытаясь переломить ход войны в свою пользу и добиться повиновения от жителей Волшебного края, Арахна навела на страну ядовитый Жёлтый туман. Он ухудшал видимость, раздражал глаза, вызывал кашель и, наконец, не пропускал в достаточной мере солнечных лучей, в результате чего в Волшебную страну пришла снежная зима, грозившая стать вечной. Чтобы найти спасение, правитель Изумрудного города Страшила послал в Канзас гонца Фараманта. Фарамант застал на ферме Смитов не только Энни и Тима, но и моряка Чарли Блека, гостившего в ту пору у родственников. Чарли с энтузиазмом включился в войну против Арахны. Под руководством Чарли Блека и Лестара мастера-Мигуны создали из привезённых моряком материалов самоходного железного великана Тилли-Вилли. Тем временем бригада дуболомов доставила в Изумрудный город домик-фургон, на котором когда-то Элли прилетела в страну Жевунов. Этот домик переоборудовали в передвижную крепость, после чего можно было выступать в поход против Арахны. После долгой и упорной войны Арахну загнали на Утёс Гибели, откуда не было выхода, и Арахна, поняв, что битва проиграна, низринулась в глубокую пропасть.
Спустя два года, когда Волшебная страна столкнулась с космическими захватчиками-менвитами, поселившимися в за́мке Гуррикапа, Страшила и его друзья попытались наслать на лагерь захватчиков Жёлтый туман. Однако из этого ничего не вышло.
Как отмечает художник Л. В. Владимирский, работавший в тесном сотрудничестве с А. М. Волковым и проиллюстрировавший все его сказки о Волшебной стране, художественное воплощение образа Арахны удалось найти далеко не сразу. Владимирский долго искал подходящий типаж, приглядывался к прохожим на вокзалах и в метро, советовался с Волковым, показывал тому различные наброски. Но все варианты Волков забраковал, отметив, что у художника всё время получается нечто вроде Бабы-Яги. В конечном итоге Владимирский зарисовал собственную соседку по этажу, отличавшуюся скверным характером, и этот образ, получив неожиданно горячее одобрение Волкова, сделался классическим и воспроизводится с тех пор в книгах, переиздающихся в совокупности миллионными тиражами.
Б. Бегак усматривает в образах великанши Арахны и подчинённых ей коротышек-гномов мотивы всемирного фольклора и многих литературных сказок, которые творчество Александра Волкова вбирает в себя, не утрачивая притом своей самобытности.

### Заимствование образа другими авторами
Является персонажем сказки Леонида Владимирского «Буратино в Изумрудном городе», в которой Урфин пытается выдать её замуж за людоеда.

## Арбусто
Арбу́сто (из книги «Семь подземных королей») — один из последних семи королей Подземного царства, самый старший из всех. Цвет королевского двора Арбусто впрямую не называется, но по логике вещей — голубой, поскольку очередь правления Арбусто идёт сразу после зелёного короля Ментахо. Сведения о возрасте Арбусто расходятся. По одним данным, на момент заката королевской власти в Подземной стране Арбусто называется девяностолетним стариком (то есть календарно он родился за 630 лет до этого, проспав, как и все короли, шесть седьмых своей жизни в очарованном сне). Однако в другом месте Волков пишет, что Арбусто, как и его собрат Ментахо, прожил около трёхсот лет, но тогда его биологический возраст должен был быть не более 40—45 лет; кроме того, Ментахо описан как полный сил богатырь средних лет, Арбусто же изображён дряхлым стариком. Поэтому версия о девяностолетнем возрасте выглядит предпочтительнее. Впрочем, несмотря на свои годы, Арбусто тоже стремился к единоличному правлению, уговаривая Хранителя времени Ружеро усыпить всех остальных королей, когда будет возвращена Усыпительная вода: «Пусть хоть два-три года, но я должен один побыть властителем нашей страны…». После усыпления всех королей и их приближённых Арбусто был перевоспитан, но подробности его дальнейшей судьбы неизвестны. Не исключено, однако, что Арбусто был в числе тех двух экс-королей, которые вошли в Совет Старейшин, созданный для управления страной после Великого Усыпления.
В первом издании «Семи подземных королей» (1964 год) в сцене «братания» двух королей (вскоре после исчезновения Усыпительной воды) фигурируют не Арбусто и Ментахо, а Барбедо и Эльяна. Таким образом, разночтения в возрасте Арбусто могут отчасти объясняться наследием этой версии текста.

## Арнаульф
«Сильный, могучий богатырь» Арнау́льф (упоминается в книге «Волшебник Изумрудного города») — персонаж сказки, которую Элли читала вслух, сидя на крыльце домика-фургона, незадолго до того, как до Канзаса донёсся ураган, вызванный колдовством Гингемы. Именно эпизод встречи Арнаульфа со сказочным волшебником-гигантом натолкнул Элли на мечты о волшебниках и чудесах; и мечты эти не замедлили сбыться.

## Аррахес
Аррахе́с (из книги «Огненный бог Марранов») — гигантский орёл, вождь орлиного племени, честолюбец и подлец. Его единственный сын и наследник разбился, охотясь за туром. И Аррахес, в нарушение вековых обычаев, решил присвоить себе очередь на выведение птенца, чем ущемил права Карфакса и Араминты. Оскорблённый Карфакс организовал мятеж против бесчестного вождя. Однако среди бунтовщиков затесался предатель. И Аррахес, своевременно узнавший о заговоре, неожиданно напал на мятежников, разгромив их. Вместе с предателем, выдавшим заговор, лично преследовал Карфакса и нанёс ему тяжёлые раны в воздушной битве, закончившейся прямо над огородом Урфина Джюса. Спустя некоторое время (всего за три дня до возвращения Карфакса в Орлиную долину) Аррахес погиб в схватке со змеиным царём, «которого он вызвал на поединок из-за своего непомерного тщеславия». Новым вождём орлиного племени сделался Карфакс.

## Арриго
Арри́го (из книги «Семь подземных королей») — летописец Подземной страны на закате царствования последних семи королей. Описан как «невысокий худощавый человек средних лет с умным лицом и вдумчивым взглядом серых глаз».
Именно Арриго, много беседовавший с Элли и Фредом, которые попали в плен к королям, стал первым другом ребят среди Подземных рудокопов. Поначалу Арриго был убеждённым сторонником королевской власти в Пещере, однако разговоры с Элли заставили его задуматься и он переменил свою точку зрения.
Сделавшись сторонником пленённых детей, Арриго помог бежать в верхний мир сначала Тотошке, а затем и Фреду.
Когда монархии в Подземной стране пришёл конец и правителем рудокопов стал Ружеро, Арриго сделался его ближайшим помощником.
О дальнейшей участи Арриго ничего не известно, в последующих книгах этого цикла он не упоминается. В повести «Огненный бог Марранов» помощником Ружеро назван уже другой человек — Эльгаро; однако однозначных выводов о судьбе Арриго из этого сделать нельзя хотя бы потому, что у Ружеро могло быть и несколько помощников одновременно.

## Артошка
Пёсик Арто́шка (настоящее имя Арто́) — маленькая чёрная собачка, любимец Энни. Один из внуков Тотошки. Действует в книгах «Огненный бог Марранов» и «Жёлтый туман», также упоминается в «Тайне заброшенного замка».
Был выбран Энни и Тимом в спутники в их путешествиях в Волшебную страну. Во время войны с Урфином Джюсом и Марранами обеспечивал разведку, когда Энни и Тим продвигались по дороге, вымощенной жёлтым кирпичом. Во время борьбы с Арахной помогал выследить колдунью, взяв след от её пещеры, до последнего убежища волшебницы в Кругосветных горах. Во время борьбы с менвитами Артошку в Волшебную страну не взяли, оставив в Канзасе: «Характер у него был несдержанный, он мог невзначай залаять и повредить делу».
Так же как образ Энни является почти полной копией с её старшей сестры Элли, аналогично Артошка практически идентичен Тотошке — и по характеру, и внешне, и даже по сходству имён. Вместе с тем тот факт, что при третьем путешествии Энни и Тима в Волшебную страну Артошка был оставлен в Канзасе (в то время как Тотошка сопровождал Элли во всех трёх её путешествиях) может служить косвенным подтверждением устойчивой гипотезы о том, что «Тайна заброшенного замка» не была дописана Волковым до конца и после его смерти дорабатывалась другими людьми.

## Арум
Ару́м (действует в книгах «Урфин Джюс и его деревянные солдаты», «Семь подземных королей» и «Жёлтый туман») — капрал дуболомов, командир первого взвода деревянной армии Урфина Джюса. Этот взвод впоследствии был выкрашен в жёлтый цвет, а Арум получил жёлтую ленту через плечо. Во время похода дуболомов на Изумрудный город взвод Арума почти всё время находился в авангарде деревянной армии и в полном составе угодил в первый овраг, что вызвало остановку армии и ремонт пострадавших. Взвод капрала Арума захватил в плен Железного Дровосека, устроив засаду под аркой ворот Изумрудного города. После поражения Урфина Джюса Арум стал мирным работником.
Судя по иллюстрациям Л. В. Владимирского, именно Арум возглавлял делегацию дуболомов, которые принесли семи подземным королям предложение о мире, когда те держали у себя в плену Элли и Фреда. Во время работ по возвращению Усыпительной воды Арум — один из бригадиров. Именно его Элли посылала его за Дином Гиором и Фарамантом, когда Лестар и его помощники уснули от испарений чудесной воды. Впоследствии Арум, вместе с Бефаром, руководил дуболомами, переносившими уснувших королей и их приближённых в Радужный дворец.
В «Жёлтом тумане» Арум — один из перевозчиков на пароме, которые переправляют Руфа Билана через канал, когда тот направляется в Изумрудный город, чтобы передать ультиматум Арахны.

## Асфейо
Асфе́йо (из книги «Семь подземных королей») — один из семи королей в эпоху Первого Усыпления. Цвет его королевского двора, по всей видимости, голубой, поскольку следующим в очереди правления был король Уконда, чей цвет был синий. Судя по идентичности цветов — Асфейо является предком короля Арбусто. Также Асфейо известен как первый подземный король, который подвергся усыплению со всей семьёй, придворными, слугами, воинами и шпионами.

## Ауна
Ручная лань Ау́на — питомица кухарки Фиолетового дворца Фрегозы. Упоминается в книге «Жёлтый туман».
Ауна «отличилась» своим крайне несвоевременным побегом из дворца, когда Фрегоза, шутки ради, надела ей на голову волшебный серебряный обруч и вдобавок нечаянно нажала на рубиновую звёздочку, что сделало Ауну полностью невидимой. Попытки дозваться до беглянки или отыскать её следы успеха не возымели. Дело происходило незадолго до того, как колдунья Арахна наслала на Волшебную страну Жёлтый туман. В результате сторонникам Страшилы в решающий период борьбы с Арахной пришлось обходиться без серебряного обруча.
Впрочем, когда туман окутал Волшебную страну, Ауна вернулась во дворец искать убежища у своей хозяйки, и обруч отыскался, но это произошло уже после отбытия Железного Дровосека в Изумрудный город, так что «драгоценный талисман остался в стране Мигунов до исчезновения тумана».
Ауна была не первым животным, которое невидимкой сбежало из Фиолетового дворца, унеся с собой серебряный обруч. Ранее точно таким же образом спасся от Бастинды будущий лисий король Тонконюх XVI.

## Баан-Ну
Генерал Баан-Ну́ (из книги «Тайна заброшенного замка») — менвит, командир рамерийской экспедиции на Землю. Главный отрицательный герой всей книги. Баан-Ну — один из четверых членов экипажа космического корабля «Диавона» (наряду с Кау-Руком, Лон-Гором и Мон-Со), который на протяжении всего семнадцатилетнего полёта от Рамерии к Земле не погружался в состояние анабиоза, а бодрствовал. Личным слугой генерала являлся Ильсор, тайный вождь арзаков.
Генерал Баан-Ну отличался любовью к орденам и склонностью преувеличивать собственные заслуги. Ещё до прилёта на Землю начал сочинять монументальный труд «Завоевание Беллиоры» (то есть Земли, как её именовали менвиты), в котором описывал свою — полностью вымышленную и приукрашенную — версию покорения Земли. К большому огорчению генерала, единственный экземпляр этой рукописи был уничтожен мышами Рамины во время их набега на Ранавир. Кроме того, Баан-Ну был падок на драгоценности, что позволило Урфину Джюсу подстроить генералу ловушку, используя осколки Чёрного камня Гингемы.
Все попытки менвитов, возглавляемых Баан-Ну, завоевать Волшебную страну оказались безуспешными. В числе прочих менвитов (за исключением только Кау-Рука), генерал был погружён в сон при помощи Усыпительной воды и в таком виде помещён в анабиоз на борту «Диавоны» перед отлётом на Рамерию.
В целом образ генерала Баан-Ну в «Тайне заброшенного замка» — грозный и вместе с тем комический. Генерал часто оказывается в дурацком положении — иногда сам того не замечая, иногда, напротив, на виду у подчинённых. То он боксирует с несуществующим «невидимкой», то взаправду невидимый Тим О’Келли окатит его водой из шланга, то говорильная машина, «подученная» Ильсором, принимается осыпать генерала оскорблениями.
В первой редакции повести «Тайна заброшенного замка», частично опубликованной в газете «Дружные ребята» в 1971 году, генерал Баан-Ну, как и все прочие менвиты, вместо носа имел птичий клюв. Сама задача генерала в ранних изданиях «Тайны заброшенного замка» несколько отличалась от итогового варианта: возглавляемый Баан-Ну экипаж «Диавоны» выполнял на Земле не захватническую, а разведывательную миссию, и только после её завершения должна была прибыть с Рамерии боевая эскадра из 96 звездолётов для покорения Земли. Сам Баан-Ну в тех редакциях текста, помимо звания генерала, носил также титулы «командора» и «Главного Кормчего».

## Балуоль
Балуо́ль — повар в Изумрудном дворце, добродушный толстяк. Упоминается в книгах «Урфин Джюс и его деревянные солдаты», «Жёлтый туман» и «Тайна заброшенного замка». Служил ещё самому Гудвину. Во времена первого владычества Урфина Джюса обеспечивал того фальшивыми мышами и пиявками, сделанными из кроличьего мяса и сладкого шоколадного теста. Близкий друг вороны Кагги-Карр. Именно от него ворона узнала о последних новостях в Изумрудном городе после своего возвращения из Канзаса. Помог Элли при организации бегства Фараманта и Дина Гиора из подвала, в котором Страж Ворот и Длиннобородый Солдат были заключены после того, как Урфин Джюс с армией дуболомов захватил Изумрудный город.

## Барбедо
Барбе́до (действует в книгах «Семь подземных королей» и «Огненный бог Марранов») — один из последних семи подземных королей. Цвет королевского двора Барбедо — оранжевый. Судя по идентичности цветов (на иллюстрациях художника Л. В. Владимирского), Барбедо является потомком Граменто — одного из сыновей короля Бофаро. Как и его предок, отличался избыточным весом (видимо, это — отличительная черта наследников Граменто). По характеру (до перевоспитания) — обходительный, льстивый и хитрый человек, лицемер.
Именно Барбедо правил в том месяце, когда в Подземной стране очутились Элли, Фред и Тотошка, поэтому их поселили в Оранжевых покоях Радужного дворца. Второй из королей (после Ментахо), кто уговаривал Хранителя времени Ружеро помочь усыпить остальных и править Подземной страной единолично: «Для нашей страны вечная смена королей — сущее несчастье. От этого так страдает наш добрый народ…». После усыпления всех королей и их приближённых перевоспитан, причём, если судить по рисунку Владимирского, стал пекарем. Вполне вероятно, что после учреждения Совета Старейшин при правителе Ружеро вошёл в его состав.
В целом перевоспитание сильно изменило характер Барбедо: он стал «убеждённым революционером». В книге «Семь подземных королей» при описании Барбедо несколько раз указывается, что он был лысым, в то время как в «Огненном боге Марранов» автор называет его рыжеволосым: возможно авторское представление о персонаже изменилось под влиянием рисунков Владимирского, на которых голова Барбедо изображена не полностью лысой, а с тёмными (или рыжеватыми, под цвет одежды) кудрями по бокам черепа.
В первом издании сказки «Семь подземных королей», печатавшемся в журнале «Наука и жизнь» за 1964 год, роль Барбедо была существенно шире, чем в следующих редакциях, где часть действий Барбедо была передана королю Ментахо. В первой версии текста именно Барбедо помиловал Руфа Билана, вытерпел четырёхдневную бессонницу и приобрёл после перевоспитания профессию ткача.

## Белка
Бе́лка (из книги «Волшебник Изумрудного города») — безымянная лесная зверушка, которая помогла Страшиле и Дровосеку спасти Элли от Людоеда: сначала указала его местонахождение, потом своим примером вдохновила Страшилу, боявшегося перейти по срубленному дереву через ров, окружавший замок Людоеда, а после перегрызла верёвки, которыми Людоед связал девочку. Когда спасение Элли благополучно завершилось, Белка «поскакала по деревьям, рассказывая всему лесу о гибели свирепого Людоеда». Дальнейшая её судьба неизвестна.

## Беллино
Белли́но (из книги «Семь подземных королей») — самый честный и мудрый Хранитель времени в эпоху Первого Усыпления. Если судить по рисункам Л. В. Владимирского, был Хранителем времени у «зелёного» короля. Именно Беллино придумал усыплять королей на те шесть месяцев, в течение которых они не царствуют, а вместе с ними так же усыплять их семьи, всех придворных, слуг, воинов и шпионов. После того, как рудокопы осознали всю мудрость этого нововведения, Беллино по решению народа стал единственным Хранителем времени в Подземной стране (до этого у каждого короля был свой). Более того, на плечи Хранителя времени пали все государственные заботы, а за королями остался только почёт да титул.

## Бефар
Бефа́р (действует в книгах «Урфин Джюс и его деревянные солдаты» и «Семь подземных королей») — капрал дуболомов, командир второго взвода. Этот взвод был впоследствии выкрашен в голубой цвет, а Бефар получил голубую ленту через плечо. Во время похода дуболомов на Изумрудный город Бефар шёл впереди колонны, после того как деревянная армия Урфина высохла после купания в Большой реке. При штурме Изумрудного города взвод Бефара свалил длинное дерево и пытался проломить ворота этим тараном, но после провала первого натиска дуболомам пришлось отступить. После поражения Урфина Джюса Бефар стал мирным работником. Во время работ по возвращению Усыпительной воды Бефар — один из бригадиров. Также Бефар, вместе с Арумом, руководит дуболомами, переносившими уснувших королей и их приближённых в Радужный дворец.

## Билл Каннинг
Билл Ка́ннинг (из книги «Семь подземных королей») — отец Фреда Каннинга, муж Кэт Каннинг, двоюродный брат Джона Смита. Со своей семьёй долго скитался по Соединённым Штатам. Работал рудокопом, убирал фрукты в Калифорнии, строил дорогу (возможно — железную дорогу), а потом нанялся в пастухи на ферму в штате Айова. Судя по всему, в Айове осел окончательно. Именно он написал письмо Смитам, в котором приглашал Элли в гости, что впоследствии привело к третьему путешествию девочки в Волшебную страну. Один из организаторов и активных участников работ по расчистке завала, который отрезал Элли, Фреду и Тотошке выход из пещеры.
Отдалённым прообразом Билла Каннинга был персонаж Билл Хагсон из книги Л. Ф. Баума «Дороти и Волшебник в Стране Оз» (1908). Хагсон — муж сестры дяди Генри (прообраз Джона Смита), приходящегося опекуном девочке Дороти (прообраз Элли), и одновременно дядя паренька Зеба (прообраз Фреда), совершившего вынужденное путешествие вместе с Дороти по огромной подземной пещере в чудесную Страну Оз. Однако мистер Хагсон у Баума более эпизодичен, нежели Билл Каннинг у Волкова. Кроме того, отношения между Хагсоном и Зебом коренным образом отличаются от отношений между Биллом Каннингом и Фредом: Зеб приходится Биллу Хагсону племянником и работает на него за шесть (в русском переводе — за десять) долларов в месяц и пропитание, в то время как Фред для Билла — любимый и единственный сын. Длительное исчезновение Зеба не слишком обескуражило мистера Хагсона, а вот беда, случившаяся с Фредом и Элли, стала для Билла Каннинга настоящей трагедией.

## Боб (первый)
Боб (первый) (упоминается в книге «Волшебник Изумрудного города») — один из двух сыновей дяди Роберта, фермера, жившего к западу от домика-фургона Смитов. Элли до своего первого путешествия в Волшебную страну часто ходила к дяде Роберту, чтобы навестить Боба и его брата Дика.

## Боб (второй)
Боб (второй) (упоминается в книге «Огненный бог Марранов») — «трёхлетний малютка Боб» — один из ребятишек с ферм, соседних с домами Смитов и О’Келли. Присутствовал при том, как Джон Смит открывал ящики, в которых Фред прислал механических мулов Цезаря и Ганнибала.

## Бойс
Бойс (действует в книгах «Огненный бог Марранов» и «Жёлтый туман») — воинственный Марран из простолюдинов, азартный игрок, нерасчётливо державший пари и постоянно попадавший из-за этого в рабство. Один из тех, кто готовил мятеж против Урфина Джюса на заре его правления в качестве «Огненного бога» в Долине Марранов. Тем не менее, был помилован Урфином. На таких как Бойс Урфин и планировал опереться, когда направлял гнев обманутых им Марранов на соседние земли. Во время похода армии Марранов Бойс командовал сотней, получив чин капитана. Рота Бойса участвовала в первой боевой операции армии Урфина Джюса — захвате деревни Мигунов. Из всех сотников Джюса Бойс «казался наиболее смышлёным», поэтому был оставлен с полусотней Марранов в Фиолетовой стране, чтобы держать Мигунов в повиновении. Вскоре после ухода основных сил Урфина в поход на Изумрудный город капитан Бойс и его солдаты были захвачены в плен Мигунами во главе с Лестаром. Перед решающим сражением в самом конце войны Джюс объявил, что Бойса и всех его солдат зверски убили восставшие Мигуны. На самом же деле Марраны и Мигуны подружились, а потом и вовсе стали закадычными друзьями, после того как Тим О’Келли научил их играть в волейбол. Бойс был участником финальной игры между «Непобедимыми друзьями Энни» и «Летучими Обезьянами». Именно появление Бойса на площадке в той игре открыло Марранам глаза на обман Урфина. После возвращения домой и свержения князя Торма Марраны выбрали Бойса одним из старейшин. Когда же злая волшебница Арахна попыталась подчинить Марранов своей власти, Бойс был в числе главных организаторов вооружённого отпора, вынудившего колдунью отступить с позором. Персонаж Бойса упоминался также в раннем издании повести «Тайна заброшенного замка» в эпизоде, где в страну Марранов прибыли Тим, Энни и Железный Дровосек, однако из итоговой версии книги весь этот эпизод был исключён.

## Бориль (первый)
Доктор Бори́ль (первый) (из книги «Семь подземных королей») — один из двух докторов Подземной страны в эпоху первого усыпления, низенький и толстый, вечный соперник доктора Робиля (первого). Бориль ходил в синей мантии, следовательно, входил в штат короля Уконды. Занимался «реабилитацией» ловчего Ортеги, после того как тот очнулся от своего очарованного сна. Участвовал в исследовательской экспедиции к бассейну с Усыпительной водой, у которого высказал догадку, что вода появляется и исчезает в течение определённых промежутков времени. Вместе с Робилем Бориль пострадал при изучении свойств Усыпительной воды, причём Бориль, проспав 53 дня, проснулся раньше Робиля, что дало ему возможность отыграться на своём сопернике: попав под влияние Бориля, Робиль сделался его учеником и почитателем. Впрочем, это не помешало «унаследовать» вражду двух докторов их потомкам, носившим те же имена. Бориль активно помогал Хранителю времени Беллино в разработке «концепции» усыпления подземных королей и их свиты.

## Бориль (второй)
Доктор Бори́ль (второй) — один из двух врачей Подземной страны в эпоху последних подземных королей, потомок Бориля (первого). Действует в книгах «Семь подземных королей» и «Жёлтый туман», также упоминается в «Тайне заброшенного замка».
Как и его предок, Бориль (второй) был таким же низеньким и толстым, и тоже имел вечного соперника — доктора Робиля (второго). Однако соперничество между Борилем (вторым) и Робилем (вторым) было менее острым, чем вражда между их далёкими предками: «современных» Робиля и Бориля скорее можно было назвать друзьями, хотя элемент конкуренции и присутствовал в их отношениях.
По характеру Бориль — жизнерадостный оптимист, общительный, подвижный, никогда не унывающий.
Во время работ по возвращению Усыпительной воды проводил медицинское обследование Страшилы и Смелого Льва, здоровье которых пошатнулось в сыром и промозглом климате Пещеры.
После свержения королевской власти Бориль разработал методику для привыкания подземных жителей к жизни наверху. Принявший участие в эксперименте Бориля гражданин Веньено поселился в верхнем мире, в тёмной палатке, в которой проводил дневное время, а ночью выходил наружу, стараясь дождаться утренней зари и, таким образом, постепенно приучая своё зрение к дневному свету. Опыт удался блестяще и вскоре весь народ рудокопов переселился наверх, заняв пустующие земли по соседству со страной Жевунов.
Во время войны с Арахной Бориль и Робиль разработали средства борьбы с Жёлтым туманом с помощью листьев рафалоо и защитных очков, за что были награждены двумя орденами каждый. Доктор Бориль участвовал в походе против Арахны, входя в состав экипажа передвижной крепости-фургона, а также присутствовал при отлёте арзаков на родину. Кроме того, в раннем издании «Тайны заброшенного замка» Бориль и Робиль занимались лечением Летучих Обезьян, пострадавших в битве с вертолётной эскадрильей менвитов, однако из итоговой версии книги всё, что связано с Летучими Обезьянами, было исключено.

## Бофаро
Бофа́ро (из книги «Семь подземных королей») — принц одного из древних королевств Волшебной страны, которое располагалось на территории, где ныне обитают Жевуны; сын короля Нараньи. Жил тысячу лет назад. Устав ждать смерти отца, устроил против него заговор, в который привлёк «несколько тысяч сторонников». Заговор был раскрыт и Наранья сослал Бофаро, вместе с женой, детьми и соратниками на вечное поселение в Пещеру, где принц стал королём — первым королём Подземной страны. Отец семи сыновей — Вагиссы, Граменто, Тубаго и ещё четверых, из которых никак не мог выбрать преемника, «семнадцать раз менял завещание» и, в конце концов, назначил своими наследниками всех семерых сыновей сразу (это решение Бофаро впоследствии привело в неописуемый восторг колдунью Арахну). Отсюда пошла традиция семивластия в Подземной стране.
В самой первой версии сказки у Бофаро было не семь, а двенадцать детей, и сама книга должна была называться «Двенадцать подземных королей» (таким образом, полный цикл смены королей занимал бы ровно год). Однако по предложению Л. В. Владимирского, А. М. Волков внёс в уже готовый текст правку, с тем, чтобы распределить королей по цветам радуги.

## Браун
Мисс Бра́ун (из книги «Семь подземных королей») — учительница Фреда, о которой Фред упоминает, когда слышит, как красноречиво заговорил Тотошка: «Вот послушала бы тебя наша учительница мисс Браун! Чем угодно ручаюсь, она поставила бы тебе высший балл!»

## Бубала
Буба́ла (из книги «Семь подземных королей») — один из последних подземных королей. Судя по содержанию книги, Бубала (если не считать младенца Тевальто) — самый молодой из подземных королей в эпоху перед свержением монархии в Подземной стране. Цвет его двора неизвестен. Во время исчезновения Усыпительной воды и работ по её возвращению Бубала никакой заметной роли не играл. Страшила пренебрежительно называл его «молокососом» в приватном разговоре с Ружеро. Тем не менее, Бубала, повторяя слова своего наставника, тоже собирался устранить прочих королей и править единолично: «я моложе всех, значит буду править государством очень долго и за своё царствование совершу много славных дел». После усыпления всех королей и их приближённых перевоспитан, но при этом подробности его дальнейшей судьбы неизвестны.

## Бумчерли
Лорд Бу́мчерли (из книги «Жёлтый туман») — упоминается Энни, когда та просит Чарли Блека рассказать ещё об одном из многочисленных приключений, выпавших на долю моряка. Другим персонажем истории про лорда Бумчерли был профессор Фогель. Сама история в тексте книги не приводится. Также остаётся неясно, встречал ли Чарли Блек лорда Бумчерли лично или пересказал его историю с чужих слов.

## Быстроногая
Королева Быстроно́гая (из книги «Огненный бог Марранов») — чёрно-бурая лисица, королева Лисьего царства, супруга Тонконюха Шестнадцатого. После того как Тонконюх попал лапой в капкан, королева и придворные «кавалеры и дамы» (правильнее, вероятно, стоило бы называть их «придворные лисы и лисицы») разыскали короля и спасли его от голода и жажды, но не могли вытащить его из капкана. После того как Энни освободила Тонконюха, королеву Быстроногую до Лисограда подвёз мул Ганнибал.
Быстроногая упоминалась также в раннем издании повести «Тайна заброшенного замка», однако из итоговой версии книги персонаж королевы Быстроногой был исключён.

## Вагисса
Королевич Ваги́сса (из книги «Семь подземных королей») — один из сыновей Бофаро, первых претендентов на престол Пещеры. Поскольку был выше всех своих шестерых братьев, то предлагал порядок царствования устанавливать по росту («Я — самый высокий, а потому и буду царствовать первый»). Однако Граменто и Тубаго выступили против.  Судя по рисункам Л. В. Владимирского, цвет королевского двора Вагиссы — синий. Это, в частности, означает, что Вагисса был предком короля Уконды.

## Ватис
Вати́с (действует в книгах «Урфин Джюс и его деревянные солдаты» и «Жёлтый туман») — капрал дуболомов, командир Третьего взвода деревянной армии Урфина Джюса. Этот взвод впоследствии был выкрашен в зелёный цвет, а Ватис получил зелёную ленту через плечо. Если судить по рисункам Л. В. Владимирского, после захвата Изумрудного города именно взвод Ватиса, сопровождая Кабра Гвина, был послан в Голубую страну, чтобы держать в повиновении Жевунов. Ватис, вместе со своим взводом, был завлечён в ловушку Жевунами и захвачен в плен Чарли Блеком.
Как и остальные дуболомы, после поражения Урфина Джюса Ватис стал мирным работником. Во время войны с Арахной он, вместе с Даруком, участвовал в расширенном заседании Большого Совета и был в числе дуболомов, которые привезли домик-фургон Элли из Голубой страны в Изумрудный город.

## Венк
Венк (из книги «Огненный бог Марранов») — один из старейшин Марранов в период правления князя Торма. Входил в число тех немногих, кому «пришествие Огненного бога» принесло реальную пользу: благодаря Урфину Венк вселился в новый каменный дом взамен прежнего шалаша и начал вести роскошную жизнь. После разоблачения «огненного бога» Марраны свергли власть аристократов, что, вероятно, сказалось и на судьбе Венка. Подробности его дальнейшей биографии неизвестны.

## Веньено
«Гражданин» Венье́но (из книги «Семь подземных королей») — подземный рудокоп, «средних лет в одежде пахаря». Вскоре после свержения королевской власти в Подземной стране принял участие в эксперименте доктора Бориля (второго) по привыканию к жизни наверху, добиваясь того, чтобы глаза постепенно привыкали к дневному свету. Опыт, приобретённый Веньено, оказался бесценным для последующего массового переселения рудокопов из Подземной страны наверх.

## Верес
Ве́рес (из книги «Огненный бог Марранов») — деревянный курьер, в прошлом полицейский в деревянной армии Урфина Джюса. При втором приходе Урфина к власти оказался среди нескольких бывших полицейских, «которым всё равно было, кому подчиняться» и Верес вернулся к Джюсу на службу. В конце войны разведал для Урфина ситуацию в Фиолетовой стране, после чего, подчиняясь Джюсу под угрозой суровой расправы, выступил как источник «чудовищного известия» об убийстве восставшими Мигунами капитана Бойса и его людей.

## Ганнибал
Механический мул Ганниба́л (действует главным образом в книге «Огненный бог Марранов») — один из механических мулов, созданных Альфредом Каннингом. Назван в честь великого карфагенского военачальника, который вёл упорную войну с Древним Римом (имена мулам дала Элли). От своего собрата Цезаря Ганнибал отличается гнедой мастью, а также большей силой и выносливостью. Энергию оба мула получали от солнечных лучей, благодаря солнечным батареям, вмонтированным им под кожу. Ганнибал возил на себе Тима О’Келли во время их с Энни первого путешествия в Волшебную страну. Сумел выручить Энни, когда та, соскользнув с седла Цезаря, едва не погибла у Чёрных камней Гингемы. Изначально мулы создавались как неодушевлённое средство передвижения, однако, попав на территорию Волшебной страны, они оба ожили и обрели дар речи. По возвращении в Канзас Ганнибал вместе с Цезарем выполнял в хозяйстве Смитов полевые работы, причём мулы делали это так быстро, что у Джона Смита «оставалось много свободного времени, он нанимался пахать и убирать хлеб к соседям, и это приносило ему порядочный доход». Ганнибал возил на себе Чарли Блека, когда моряк отдыхал в Канзасе.

## Гаэрта
Гаэ́рта (из книги «Семь подземных королей») — воевода в царствование последних королей Подземной страны. Считал войну чем-то вроде прекрасного праздника («Война — это весёлое дело!… Какой пир мы учиним после победы, хо-хо!»). Несмотря на то, что Гаэрта знал о войне только из старинных летописей, написанных тысячу лет назад, воевода предлагал тактически очень грамотное использование Шестилапых в назревавшем военном конфликте с народами верхнего мира («…стоит напустить на верхнюю армию сотню Шестилапых, не покормив их суток двое, и они всех разорвут в клочки!..»). После усыпления всех королей и их приближённых перевоспитан, но при этом подробности его дальнейшей судьбы неизвестны.

## Гван-Ло
Гван-Ло́ (из книги «Тайна заброшенного замка») — менвит, Верховный правитель Рамерии, колдун (точнее — телепат), владеющий искусством гипноза. Этому умению Гван-Ло обучил весь свой народ, благодаря чему менвитам удалось поработить арзаков. Отправил звездолёт «Диавону» на завоевание Беллиоры (то есть Земли).
Из всех героев сказочного цикла Гван-Ло — единственный, кто не был на Земле (ещё одним «сугубо внеземным» персонажем можно было бы назвать рамерийского военного министра Тор-Лана, фигурировавшего в ранней редакции повести «Тайна заброшенного замка», однако из последней версии книги Тор-Лан был исключён).

## Гектор
«Хвастунишка» Ге́ктор (из книги «Волшебник Изумрудного города»; упоминается также в книге «Урфин Джюс и его деревянные солдаты») — пёс из Канзаса. По Л.Владимирскому— песочный, с висячими ушами. Живёт на одной из соседних с домом Джона Смита ферм. Давний соперник Тотошки, с которым тот мечтал свести счёты по возвращении из Волшебной страны. Когда же бой всё-таки произошёл, он завершился вничью. После этого Тотошка и Гектор «почувствовали такое сильное уважение друг к другу, что стали неразлучными друзьями, и с тех пор делали набеги на окрестных собак только вместе». Тем не менее, здоровое чувство соперничества оставалось. Когда Тотошку чествовали после победы над Урфином Джюсом, он торжествовал: «Ручаюсь, ему [т.е. Гектору] никогда не дожить до таких почестей!»

## Гелли
Медсестра Гелли — эпизодический персонаж раннего издания повести «Тайна заброшенного замка».
Помогала менвитскому врачу Лон-Гору будить остальных членов экипажа космического корабля «Диавоны», находившихся в анабиозе. Судя по занимаемой должности и по форме имени (пишется в одно слово без дефиса, как и имя Ильсора), Гелли — арзачка.
В широко известной последней редакции «Тайны заброшенного замка», вышедшей в свет в 1982 году и с тех пор многократно переиздававшейся, персонаж Гелли отсутствует.

## Гингема
Гинге́ма — волшебница, которая действует в книгах «Волшебник Изумрудного города» и «Семь подземных королей», а колдовство которой играет важную роль в сюжете сказок «Урфин Джюс и его деревянные солдаты», «Огненный бог Марранов» и «Тайна заброшенного замка». Гингема — правительница Голубой страны Жевунов и сестра другой злой колдуньи — Бастинды. Став правительницей, Гингема держала Жевунов в страхе и повиновении, заставляя их платить дань лягушками, пауками, змеями и пиявками, которых употребляла в пищу и использовала в качестве ингредиентов для своих колдовских зелий. Незадолго до начала основных событий сказочного цикла Гингема обзавелась помощником. Служить ей вызвался нелюдимый и злобный столяр Урфин Джюс, ненавидевший своих соплеменников. Также ей служили филины, одним из которых был Гуамоко.
Одно из злодеяний Гингемы кардинально переменило судьбу Железного Дровосека. Дровосек, бывший в ту пору ещё обычным человеком «из мяса и костей», задумал жениться на одной юной девушке. Но у девушки была злая тётка, не желавшая этого брака. Тётка обратилась к волшебнице Гингеме, и та за щедрую мзду (тётка пообещала ей целую корзину пиявок) заколдовала топор Дровосека. Когда Дровосек работал, топор внезапно отскочил и отрубил своему владельцу ногу. Однако среди знакомых Дровосека нашёлся искусный кузнец, сделавший ему ногу из железа. Гингема не угомонилась. Она вновь и вновь накладывала зловещие чары на топор, и постепенно все части тела Дровосека, включая голову, пришлось заменить на железные. Единственное, чего не сумел сделать кузнец, так это сердца, а без сердца Дровосек потерял способность любить. Поэтому, в итоге, Гингема одержала верх — свадьба Дровосека с его невестой расстроилась.
Однажды Гингема решила уничтожить весь род людской (чтобы населить землю «лягушками, мышками, змейками, паучками») и вызвала чудовищный смертоносный ураган. Однако об этом вовремя прознала добрая волшебница Виллина. Она сумела нейтрализовать ураган, позволив вихрю захватить лишь один маленький домик (в котором, по случайности, оказались девочка Элли с пёсиком Тотошкой). Повинуясь магии Виллины, ураган обрушил этот домик-фургон на голову злой Гингемы. Гингема погибла.
Из всего своего волшебного имущества Гингема больше всего ценила серебряные башмачки. Они обладали множеством чудесных свойств и, в том числе, могли за три шага перенести своего владельца хоть на край света. После смерти колдуньи эти башмачки достались Элли Смит. Однако девочка не знала, в чём состоит их секрет. Поэтому ей пришлось проделать длинное путешествие по Волшебной стране, прежде чем фея Стелла подсказала ей, как при помощи серебряных башмачков вернуться на родину. Элли воспользовалась советом Стеллы и волшебство башмачков перенесло девочку в Канзас, к папе и маме. На последнем третьем шаге чудесные башмачки потерялись. За несколько столетий до своей гибели Гингема окружила всю Волшебную страну цепью магических Чёрных камней. Эти камни обладали удивительным свойством притягивать к себе всё, что попадало в поле их действия. Огромные чёрные валуны, расставленные в нескольких милях один от другого в пустыне за чертой Кругосветных гор, служили дополнительной преградой для путников, желавших пройти в Волшебную страну. Камни притягивали неосторожных странников и удерживали их около себя, пока те не умирали от жажды в знойной пустыне.
Прообразом Гингемы является Злая Ведьма Востока из сказки Л. Ф. Баума «Удивительный Волшебник из Страны Оз» (см. также таблицу соответствия персонажей Баума и Волкова ). Роль Ведьмы Востока в этой книге во многом схожа с ролью Гингемы в «Волшебнике Изумрудного города».

## Гитон
Гито́н (действует в книгах «Урфин Джюс и его деревянные солдаты» и «Жёлтый туман») — капрал дуболомов, командир четвёртого взвода. Этот взвод был выкрашен в оранжевый цвет, а Гитон получил оранжевую ленту через плечо. Капрал Гитон пострадал во время битвы дуболомов с птицами на подступах к Изумрудному городу: «оранжевый дуболом, целясь в галку, отсёк капралу ухо».
После поражения Урфина Джюса Гитон стал мирным работником. Во время войны с Арахной Гитон возглавлял партию дуболомов, которая отправилась к Марранам, чтобы передать им листья рафалоо для борьбы с Жёлтым туманом. Не обнаружив Марранов в долине, Гитон выяснил, что те ушли в Розовую страну, на которую не распространялось действие тумана. (Правда, в тексте имеется неточность — сказано, что Гитон пошёл от Марранов на северо-восток, тогда как Розовая страна находится на юге, то есть совершенно в другом направлении).

## Гориэк
Гориэк (из книги «Тайна заброшенного замка») — орлёнок из племени гигантских орлов, сын Карфакса. В «Жёлтом тумане» также упоминался птенец — сын Карфакса, и хотя его имя там не называлось, вероятнее всего это был именно Гориэк. В ту пору птенец был слишком мал (по меркам гигантских орлов) и не покидал своего гнёзда. Спустя два года он уже самостоятельно охотился на туров в Кругосветных горах. Во время одной такой охоты он и отличился в схватке с самонаводящейся пушкой менвитов, сбросив её в пропасть, а от радара оставив одни обломки. При этом Гориэк был серьёзно ранен (перебито крыло). Потому его участие в битве гигантских орлов с вертолётами менвитов представляется маловероятным.

## Граменто
Королевич Граме́нто — один из сыновей короля Бофаро. От шести своих братьев отличался чрезмерной полнотой телосложения. Эту свою особенность Граменто попытался обратить себе на пользу, когда в Подземной стране после смерти Бофаро сложился вакуум власти. Однако претензии Граменто возглавить очередь кандидатов на правление, аргументированные тем, что «кто больше весит, у того и больше ума», были жёстко оспорены королевичем Тубаго, который заявил: «Жиру в тебе много, а не ума!» В итоге было принято компромиссное решение править по старшинству.
Художественный образ Граменто, созданный Л. В. Владимирским, практически идентичен образу короля Барбедо, жившего тысячу лет спустя в эпоху заката Подземного царства. Граменто, как и Барбедо, показан невысоким толстяком средних лет, с залысинами, облачённым в оранжевые одеяния (знак принадлежности к оранжевой династии). Это сходство (явных подтверждений которому в тексте Волкова, однако, нет) позволяет сделать ряд выводов различной степени обоснованности:
- Во-первых, исследователи этого вопроса вправе предположить, что Барбедо был отдалённым потомком Граменто по прямой линии.
- Во-вторых, известные нам данные о характере Барбедо — хитрость, вкрадчивость, обходительность, а впоследствии, после перевоспитания, пылкость, жажда справедливости и революционные устремления, — могли в равной мере относиться и к личности Граменто, упоминания о котором в текстах Волкова крайне незначительны.

Кроме того, оранжевая расцветка одежды Граменто (опять же, не обозначенная никак в авторском тексте) свидетельствует, что он был вторым по старшинству среди сыновей Бофаро, и значит, в отличие от пяти своих младших братьев, рождён был ещё в верхнем мире, то есть до изгнания Бофаро в Пещеру. Впрочем, в этом вопросе могут возникнуть разночтения, так как неизвестно, насколько принцип очерёдности правления по старшинству соотносился с принципом очерёдности цветов радуги, распределённых между наследниками, учитывая, что распределение это осуществлялось по жребию.
До вступления в королевский сан Граменто (наравне с братьями) носил титул королевича, а не принца, как, в своё время, Бофаро.

## Грем
Грем (из книги «Огненный бог Марранов») — один из старейшин Марранов во времена правления князя Торма. Грем был в числе немногих аристократов, кому появление Урфина Джюса у Марранов принесло несомненную пользу: благодаря Урфину Грем вселился в новый каменный дом, взамен прежнего шалаша, начал вести роскошную жизнь. Дальнейшая судьба Грема после свержения княжеской власти неизвестна.

## Грон
Грон (из книги «Огненный бог Марранов») — древний князь Прыгунов (Марранов). Под его предводительством племя, обитавшее в те времена в Пещере, пыталось отбить часть равнины у подземных королей, но было разгромлено в битве. Рудокопы выгнали Марранов наверх. После долгих скитаний Грон привёл остатки племени в Долину Марранов, где они и стали жить. «Однако за время странствий Марраны одичали, растеряли свои орудия, разучились употреблять огонь».

## Гуамоколатокинт
Гуамоколатокинт (Гуамоко, Гуам) — один из филинов, живших в пещере Гингемы, действует в книгах «Урфин Джюс и его деревянные солдаты», «Огненный бог Марранов», «Жёлтый туман» и «Тайна заброшенного замка». После смерти колдуньи был единственным, кто не улетел в лес. По просьбе Урфина Джюса, желавшего создать себе репутацию преемника Гингемы, переселился к тому в дом. В обмен на сытую беззаботную жизнь давал Джюсу дельные советы: например, Гуамоколатокинт раскрыл Урфину секрет живительного порошка, а позднее предложил вместо обычной одежды из материи нарисовать дуболомам мундиры краской. При осаде Изумрудного города деревянной армией Гуамоколатокинт оказал Урфину ещё одну неоценимую услугу: когда с городских стен на дуболомов посыпалась горящая солома, филин, учитывая, что воды поблизости не было, посоветовал забрасывать огонь землёй. За исключением одного кратковременного расставания, в дальнейшем Гуамоколатокинт оставался постоянным спутником Урфина, помогал ему во всех начинаниях, а во время войны с Пришельцами даже способствовал общему делу спасения Волшебной страны, для чего филину пришлось поработать связным. Урфин чаще всего называет филина в форме Гуамоко, а вот на Гуам птица наотрез отказывается реагировать («На меньшее я не согласен!»).

### Заимствование образа другими авторами
Является персонажем сказки Леонида Владимирского «Буратино в Изумрудном городе», где являлся прислужником Урфину, но после ссоры с ним улетел.

## Гуррикан
Смотри Гуррикап

## Гуррикап
Гуррика́п — добрый волшебник исполинского роста, создатель Волшебной страны. Действует в книгах «Семь подземных королей» и «Жёлтый туман»; упоминается также в «Огненном боге Марранов» и «Тайне заброшенного замка». Решив уйти на покой, волшебник отыскал прелестную страну. Он повелел, чтобы в этой стране круглый год царило жаркое лето, разговаривали по-человечьи животные и птицы и чтобы страна эта сделалась волшебной, а саму её отделил от других мест неприступными горами и непроходимой пустыней. Сам он поселился во дворце. Через тысячу лет в эту страну явилась из-за гор злая колдунья Арахна, которая принялась насылать на местных жителей разные бедствия. Когда молва об этом дошла до Гуррикапа, он погрузил её в очарованный сон на пятьдесят веков.
В цикле сказок Л. Ф. Баума о Стране Оз, послужившем А. М. Волкову источником вдохновения при работе над книгой «Волшебник Изумрудного города», персонажа, аналогичного Гуррикапу, не было. Создание Волшебной страны Гуррикапом литературный критик С. И. Курий приводит в качестве примера различий между сказочными циклами Волкова и Баума. Как отмечает Е. М. Неёлов, введённый А. М. Волковым в третью часть сказочного цикла рассказ о создании Гуррикапом Волшебной страны можно рассматривать, как яркое проявление принципа «всеобщего» историзма, характерного в большей степени для научной фантастики, нежели для сказки. Сказка же, по выражению Д. С. Лихачёва, «начинающаяся как бы из небытия, из отсутствия времени и событий», как правило, не стремится объяснить существование сказочного мира.
В ранней версии сказки «Семь подземных королей», публиковавшейся в журнале «Наука и жизнь» в 1964 году, великан-волшебник фигурирует под именем Гуррикан (возможно, от английского «hurricane» — «ураган»; Волков мог позаимствовать это слово в книге Ф. Баума (ураган, который унёс Дороти в Страну Оз)).

## Дарук
Дару́к (действует в книгах «Урфин Джюс и его деревянные солдаты» и «Жёлтый туман») — капрал дуболомов, командир пятого взвода. Этот взвод был впоследствии выкрашен в фиолетовый цвет, а Дарук получил фиолетовую ленту через плечо. (В дальнейшем, однако, командиром фиолетового взвода оказывается не Дарук, а Ельвед, что может трактоваться либо как авторская ошибка, либо как результат административных перестановок в армии дуболомов). Как и остальные дуболомы, после поражения Урфина Джюса Дарук стал мирным работником. Во время войны с Арахной он, вместе с Ватисом, участвовал в расширенном заседании Большого Совета и был в числе дуболомов, которые привезли домик-фургон Элли из Голубой страны в Изумрудный город.

## Деревянный клоун
См. Эот Линг.

## Джимми
Джи́мми (из книги «Урфин Джюс и его деревянные солдаты») — сосед Элли, житель Канзаса, «рыжий лохматый мальчишка с соседней фермы, ярый истребитель воробьёв, галок и кроликов». Именно Джимми подшиб камнем или комком земли крыло Кагги-Карр, когда ворона несла Элли письмо от Страшилы и Железного Дровосека.

## Джон Смит
Джон Смит — фермер из Канзаса, муж Анны Смит, отец Элли и Энни Смит, двоюродный брат Билла Каннинга. Упоминается во всех шести книгах сказочного цикла.
По характеру фермер Джон — человек добрый, но сдержанный, трудолюбивый и умелый. Любящий отец. В материальном плане Джон первоначально был не очень богат — они с женой и Элли жили не в доме, а «в небольшом фургоне, снятом с колёс и поставленном на землю». Обстановка этого жилища тоже была бедна. Но уже в конце первой книги Джон построил новый дом. После того, как в хозяйстве Джона появились механические мулы Цезарь и Ганнибал, дела фермера пошли в гору. Джон быстро управлялся с делами на своей ферме и у него «оставалось много свободного времени, он нанимался пахать и убирать хлеб к соседям, и это приносило ему порядочный доход».
В книгах Баума, послуживших для Волкова исходным материалом и источником вдохновения, прообразом фермера Джона был дядя Генри, опекун девочки Дороти. В первых версиях «Волшебника Изумрудного города» (1939, 1941 гг.) Элли, как и Дороти, тоже была сиротой и жила на попечении тёти и дяди. Позднее Волков существенно переработал текст сказки и «дал» Элли настоящих родителей. По сравнению с Джоном, дядя Генри человек более робкий и скептически настроенный. Также Джон существенно моложе своего прототипа. Кроме того, в отличие от дяди Генри, Джон не ставит под сомнение существование сказочной страны, но и не переселяется туда впоследствии.

## Дик
Дик (из книги «Волшебник Изумрудного города») — один из двух сыновей дяди Роберта, фермера, жившего к западу от домика-фургона Смитов. Элли до своего первого путешествия в Волшебную страну часто ходила к дяде Роберту, навестить Дика и его брата Боба.

## Дикий Кот
Ди́кий Кот (из книги «Волшебник Изумрудного города») — хищный жёлтый кот, едва не съевший королеву полевых мышей Рамину. Зарублен в самый последний момент Железным Дровосеком, которому стало жаль бедную мышку (впрочем, Дровосек был настолько добр, что даже убийство агрессивно настроенного Кота было ему очень неприятно). Спасение Рамины привело к длительной дружбе между ней и компанией Железного Дровосека: первым делом подданные Рамины вывезли из макового поля заснувшего там Льва, а затем Рамина подарила Элли волшебный серебряный свисточек, позволявший вызвать царственную мышь в случае необходимости в любой момент.

## Долгохвост
Долгохво́ст (из книги «Огненный бог Марранов») — первый министр Лисьего королевства, «осанистый чёрно-бурый лис с замечательно длинным пушистым хвостом». За этим хвостом лис ухаживал не хуже, чем Дин Гиор за своей бородой: «хвост был расчёсан волосок к волоску и обрызган духами».

## Ельвед
Ельве́д (из книги «Урфин Джюс и его деревянные солдаты») — капрал дуболомов, командир взвода — того самого, против которого сражался Дровосек в стране Мигунов. Судя по рисункам Л. В. Владимирского, Ельвед возглавляет фиолетовый взвод, однако ранее по тексту сообщалось, что в фиолетовый цвет был выкрашен Пятый взвод, то есть тот, которым командовал капрал Дарук. Кроме того, система имён капралов деревянной армии, явно коррелирующая с русским алфавитным порядком, располагает к выводу, что Ельвед должен быть командиром Шестого взвода.
Во время битвы с Железным Дровосеком Ельвед лишился всех своих солдат, но сумел коварным ударом в спину сразить Дровосека. Получив приказ от Энкина Фледа расправиться с Элли и её друзьями, Ельвед попытался выполнить распоряжение, но был сбит с ног Лестаром, и пленён Чарли Блеком, Фарамантом и Дином Гиором. Дальнейшая судьба капрала неизвестна но, скорее всего, после поражения Урфина Джюса Ельвед, как и все прочие дуболомы, стал мирным работником.

## Зелано
Охотник Зела́но (из книги «Семь подземных королей») — один из помощников ловчего Ортеги, ответственный за приручение Шестилапых. Участвовал в охоте, после которой Ортега нашёл Усыпительную воду.

## Зелёная девушка
См. Флита.

## Змеиный царь
Змеи́ный царь (из книги «Огненный бог Марранов») — упомянут мельком как победитель вождя гигантских орлов Аррахеса, который из тщеславия вздумал его побороть. Не исключено, что и сам змеиный царь был гигантским, поскольку иначе он вряд ли смог бы достойно противостоять Аррахесу в схватке. Возможно также, что царь обладал ядовитым укусом.

## Ильсор
Ильсор — герой сказочного цикла А. М. Волкова о Волшебной стране. Фигурирует в книге «Тайна заброшенного замка». Имя переводится с языка арзаков как «Прекрасный».
Инопланетянин, прилетевший на Землю с планеты Рамерия. Принадлежит к расе арзаков. На корабле «Диавона» занимает должности личного слуги командира и главного техника.
Один из самых ярких персонажей последней книги серии. Ильсор — единственный из арзаков, участвующих в экспедиции, умевший противостоять гипнозу менвитов. Умён и способен во многих отраслях техники, один из разработчиков корабля «Диавона». Обладает сильным характером, выдержкой, но не жесток.
Вождь арзаков, как его неоднократно называют в тексте, замыслил бунт ради освобождения своих сородичей от власти менвитов. После успешного восстания был провозглашён арзаками Другом народа (высшее почётное звание страны арзаков).
В продолжении Волковской серии, написанном Юрием Кузнецовым («Изумрудный дождь» и другие книги), образ персонажа, в целом, сохранён. По прибытии на Рамерию вынужден был скрываться от полиции, как мятежник — работал на одной из шахт, очевидно, инкогнито. После успешной «мягкой революции» на Рамерии, видимо, не занял никаких важных правительственных постов.

## Кабр Гвин
Кабр Гвин — герой сказочного цикла А. М. Волкова о Волшебной стране. Фигурирует в книгах «Урфин Джюс и его деревянные солдаты» и «Огненный бог Марранов».
Один из нескольких изменников, добровольно перешедших на службу к Урфину Джюсу. Житель Изумрудного города, купец. Назначен наместником Голубой страны Жевунов. Среди его личностных качеств превалировала жадность, сыграв на которой, Элли и её друзья заманили его в ловушку и обезоружили. В качестве наказания Кабр Гвин был отправлен пешком в Изумрудный город по дороге, идущей через Тигровый лес, где изменник мог стать добычей саблезубых тигров. Однако Кабр Гвин уцелел (он настоял, чтобы его отправили работать на рудники) и во время второго владычества Урфина занял пост Главного государственного распорядителя (вместо усыплённого Руфа Билана).

## Карвенто
Карве́нто (из книги «Семь подземных королей») — один из древних подземных королей, живший за двести лет до того, как зверолов Ортега нашёл Усыпительную воду. Издал закон, согласно которому строения и сооружения в Пещере следовало раскрашивать в максимально яркие цвета, дабы скрасить жизнь подземных рудокопов.

## Карена
Волшебница Каре́на — мать колдуньи-великанши Арахны, упоминается в книге «Жёлтый туман». Известно о Карене немногое. Достоверно можно утверждать, что она жила в Большом мире приблизительно пять тысяч лет назад и была владычицей племени гномов. Сохранились сведения о конфликте Карены с гордым народом тауреков: волшебница наслала на их область Жёлтый туман, что позволило за две недели сломить их сопротивление и добиться покорности.
Дочь Карены, Арахна, решив переселиться в Волшебную страну, украла у матери все принадлежности колдовского ремесла (в том числе, ковёр-самолёт) и увела за собой её подданных-гномов, «оставив беспомощную старуху одиноко доживать век».
Из всех волшебников и волшебниц, действующих в гексалогии Волкова, Карена — единственная, кто обзавёлся семьёй, и, вероятно, также единственная, кто никогда не был в Волшебной стране.

## Карин
«Остроглазый мальчишка» Карин — эпизодический персонаж раннего издания сказки «Тайна заброшенного замка» (1976 г.).
Карин был подносчиком инструментов в Пещере, где бригады Лестара и Ружеро вели работу по восстановлению источника Усыпительной воды. Карин первым заметил, что мыши в клетках, спускаемых в шахту, — заснули. Это означало, что на них подействовали пары Усыпительной воды, то есть до завершения восстановительных работ осталось совсем немного. А от этого в свою очередь зависело решение Страшилы — взорвать ли менвитский звездолёт «Диавону» или можно надеяться на мирное усыпление менвитов при помощи чудесной воды. Сообщение Карина обрадовало всех, кто трудился на шахте. И по распоряжению Ружеро быстроногий Карин вместе с молодым рудокопом Фиеро срочно отправились к выходу из Подземелья, чтобы передать радостную весть Страшиле.
Из последней редакции «Тайны заброшенного замка», изданной в 1982 году, персонаж Карина был исключён, а роль его отчасти «передана» Тиму О’Келли, отчасти сокращена.

## Каритофилакси…
Каритофилакси… (из книги «Урфин Джюс и его деревянные солдаты») — «мудрейший из филинов», прадед филина Гуамоко, от которого тот услышал о чудесном растении — источнике неисчерпаемых жизненных сил и сырьё для живительного порошка. Имя этого филина, возможно, было гораздо длиннее, однако Урфин оборвал Гуамоко на полуслове, и полное имя его предка так и осталось неизвестным. Вполне вероятно, что полное имя этого филина — Каритофилаксинт, а краткое было бы Карито. Видимо, у племени филинов все имена длинные и оканчиваются на «кинт» или «синт».

## Карото
Каро́то (упоминается в книге «Семь подземных королей») — один из последних семи королей Подземного царства. Цвет его двора неизвестен. Как и все остальные короли, Карото мечтал усыпить своих конкурентов и править Подземной страной единолично. После усыпления всех королей и их приближённых перевоспитан. Подробности его дальнейшей судьбы неизвестны.

## Карум
Охотник Карум (из книги «Семь подземных королей») — подземный рудокоп, один из сторонников принца Бофаро, отправленных с ним в изгнание. Придумал приручать Шестилапых и драконов. До ссылки в Подземелье Карум имел дело «с самыми ужасными хищниками» верхнего мира, поэтому его затея увенчалась блестящим успехом.

## Карфакс
Орёл Карфа́кс впервые появляется в книге «Огненный бог Марранов».
Карфакс принадлежит к племени гигантских орлов, живущих в ущельях Кругосветных гор, на окраине Волшебной страны. Численность орлиного племени по древнему обычаю ограничена числом сто, что объясняется нехваткой пропитания. Поэтому среди орлов установлен жёсткий принцип очерёдности на право выведения птенцов. Живут гигантские орлы по 150—200 лет, и за это время счастье вывести птенца даётся им всего один или два раза. На момент первого появления Карфакса в сказочном цикле его возраст составляет 80 лет, что по меркам его племени является расцветом сил и молодости.
По характеру Карфакс грозен и благороден, ему свойственно обострённое чувство справедливости. Вместе с тем, орёл отличается некоторым простодушием, ибо, будучи предельно честен сам, не ждёт обмана и от других. Поэтому Карфаксом легко манипулировать, чем (с разными целями) пользуются Урфин Джюс и затем Энни. Ещё одна характерная его черта — редкостное бесстрашие, которое, в совокупности с гордым нравом, несколько раз едва не приводит орла к гибели.
В начале повести «Огненный бог Марранов» читатель узнаёт, что очередь Карфакса и его подруги Араминты на выведение птенца незаконно присвоил себе вождь орлиного племени, орёл Аррахес, чей единственный сын погиб незадолго до этого, охотясь за туром. Возмущённый бесчестным поступком вождя, Карфакс принялся готовить восстание. Однако среди заговорщиков затесался предатель, который выдал их имена вождю. Карфакс и его сторонники подверглись внезапному нападению и были разгромлены. Араминта погибла в первые минуты сражения, а Карфакс, принявший неравный бой с двумя орлами (это были как раз Аррахес и предатель), был оттеснён ими в глубь Волшебной страны. Однако добить Карфакса его враги не смогли, так как, лишившись сил, он упал прямо на огород Урфина Джюса, а Джюс сумел отогнать преследователей.
В ту же ночь Карфакс прикинулся мёртвым и Урфин Джюс сделал вид, будто хоронит его. Эта уловка помогла обмануть врагов Карфакса, и они улетели. Урфину же удалось вылечить раненого орла и постепенно завоевать его доверие и уважение. Посчитав такое развитие событий подарком судьбы, Урфин решил использовать Карфакса в корыстных целях. Согласно составленному им плану, орёл должен был помочь ему захватить власть над отсталым, но воинственным народом Марранов. А уже страна Марранов стала бы плацдармом для повторного завоевания Изумрудного города и сопредельных областей.
Урфин убедил орла, что движут им исключительно благородные цели — желание помогать людям, и орёл согласился оказать своему спасителю посильную помощь. На спине Карфакса Урфин спустился в Долину Марранов и, обставив своё появление как театрализованное сакральное действо, объявил себя Огненным богом Прыгунов. Однако этот обман и последующие уловки, которые Джюс использовал, чтобы вызвать среди Прыгунов расслоение, зависть и жажду добычи, привели к тому, что Карфакс «раскусил» подлинные планы мнимого бога. Поняв, что стал жертвой хитроумной интриги, Карфакс с презрением отвернулся от Урфина, напророчив тому бесславный конец, и решил отправиться назад, к своему племени, зная, что его там ждёт верная гибель. Благородная птица считала, что лучше умереть, чем служить орудием в руках негодяя, и надеялась смертью искупить невольно сделанное зло.
Перед самым возвращением Карфакса, его злейший враг Аррахес погиб в поединке со змеиным царём. Освободившиеся от вероломного вождя орлы радостно приветствовали Карфакса и избрали его своим новым вождём. Карфакс нашёл новую подругу жизни и обрёл долгожданное счастье — спустя некоторое время у молодой пары родился орлёнок Гориэк.
Наученный горьким опытом Карфакс надолго зарёкся от всяких контактов с людьми. Однако это не помешало ему оказать помощь Энни и Тиму, когда они перебирались через Кругосветные горы на механических мулах. В тот момент, когда дети остановились перед непреодолимой расщелиной, Карфакс очень кстати оказался поблизости и помог им переправиться через опасное препятствие.
В повести «Жёлтый туман» Карфакс снова приходит на помощь людям. Энни убеждает его принять участие в борьбе с великаншей Арахной, наславшей на Волшебную страну ядовитый Жёлтый туман. И Карфакс, в «тандеме» с железным великаном Тилли-Вилли, побеждает злобную колдунью, загнав её, словно горного тура, прямо на Утёс Гибели.
В книге «Тайна заброшенного замка» племя орлов терпит урон от прилетевших на Землю захватчиков-инопланетян. Сначала незваные гости расставляют по периметру Кругосветных гор самонаводящиеся пушки-радары, которые стреляют по всему, что движется. Одна из таких пушек серьёзно ранит сына Карфакса, Гориэка. Затем же орлиное племя под предводительством самого Карфакса участвует в грандиозной битве с вертолётной эскадрильей Пришельцев. В этом сражении многие орлы погибли, либо были ранены, однако им удалось рассеять вражескую эскадрилью и тем самым не допустить бомбёжек Изумрудного города. Сам Карфакс, к счастью, остался в живых.
В раннем издании «Тайны заброшенного замка» орлы Карфакса перенесли группу дуболомов через Кругосветные горы в Великую пустыню, чтобы те отключили радары, установленные менвитами на Чёрных камнях Гингемы. Карфакс нёс начальника группы, Лана Пирота. А вот бой с вертолётами в той версии повести вели не гигантские орлы, а Летучие Обезьяны во главе с Уоррой.

### Заимствование образа другими авторами
Является персонажем сказки Леонида Владимирского «Буратино в Изумрудном городе», в которой он улетает, унося с собой Урфина.
В сказке Алексея Шпагина «Лазурная фея Волшебной страны» (2022) Карфакс летит в Канзас за Энни и Тимом, которым предстоит четвёртое путешествие в Волшебную страну.

## Кастальо
Гном Каста́льо (действует в книгах «Жёлтый туман» и «Тайна заброшенного замка») — старейшина и летописец гномов в новые времена (к моменту пробуждения колдуньи Арахны). «Представительный старик в красном колпаке». Одно время прилежно выполнял все поручения колдуньи (в частности, был послан к Урфину Джюсу, когда Арахна замыслила привлечь бывшего диктатора к себе на службу; докладывал о мерах, предпринятых жителями Волшебной страны по борьбе с Жёлтым туманом). Тем не менее, гномы под руководством Кастальо старались не вредить защитникам Волшебной страны и не доносили Арахне о содержании разговоров, которые вели участники спасательной экспедиции. Впоследствии это позволило Кастальо заявить, что в войне Арахны с Волшебной страной гномы держали нейтралитет. После гибели Арахны Кастальо помог Энни отыскать волшебную книгу колдуньи. От имени всех гномов присягнул на верность Страшиле. А в качестве дани Страшила предложил гномам продолжать вести летопись Волшебной страны, которую данное племя вело на то время уже добрых 5000 лет.
Во время войны с менвитами Кастальо и его гномы вели активную разведку в лагере Пришельцев Ранавире и обеспечивали надёжную связь с Ильсором и Ментахо. В ранней редакции этой сказки сообщалось, что Кастальо носил воинский чин полковника, однако из итоговой версии текста это упоминание было убрано.

## Кау-Рук
Кау-Ру́к — инопланетянин, прилетевший на Землю с планеты Рамерия. Фигурирует в книге «Тайна заброшенного замка». Принадлежит к расе менвитов. На корабле «Диавона» занимает должности звёздного штурмана и заместителя командира. Имеет чин полковника. Отмечен правительством своей планеты как способный, но недостаточно исполнительный солдат и именно поэтому не был назначен командиром корабля. В этом отношении образ Кау-Рука противопоставлен образу другого менвитского полковника — педанта и служаки Мон-Со.
Один из самых ярких персонажей последней книги серии. Самобытный, «не как все», он единственный из менвитов встаёт на сторону арзаков по предложению Ильсора. Он умный, начитанный, несколько замкнутый. Склонен к некоторому самолюбованию, особенно касаемо своей профессии. Практически не пользуется гипнозом, как другие представители его расы, так как «многое умеет сам» и просто не обладает психологией рабовладельца.
Среди своих сородичей друзей не имеет, а командир экипажа Баан-Ну его едва переносит, так как Кау-Рук неоднократно игнорировал приказы начальства и вообще «слишком умный». Наиболее показательный пример непокорного характера Кау-Рука — его самовольное уклонение от боя с гигантскими орлами в ходе Операции «Страх». За этот поступок генерал Баан-Ну собирался передать Кау-Рука при первой возможности в руки Верховного правителя Рамерии Гван-Ло.
Позже звёздный штурман завязывает приятельские отношения с арзаком Ильсором. Из всех менвитов, прилетевших на Землю, лишь один Кау-Рук не был подвергнут усыплению в финале повести. Именно ему предстоит вести космический корабль обратно, на Рамерию.

### Кау-Рук в раннем издании повести
В ранних версиях текста «Тайны заброшенного замка», главы которого печатались в газете «Дружные ребята» в 1971 и 1976 годах, образ Кау-Рука был менее примечательным. В большинстве эпизодов, известных в версии 1982 года, персонаж Кау-Рука вообще отсутствовал — в том числе и в налёте менвитской эскадрильи на Изумрудный город. В ранних редакциях текста Кау-Рук был заурядным высокопоставленным менвитом, без всяких признаков бунтарства и самостоятельности. В финале той версии сказки судьба Кау-Рука не стала исключением среди менвитов — арзаки усыпили штурмана вместе со всеми его сородичами.

### Образ Кау-Рука в других произведениях
В продолжении Волковской серии, написанном Юрием Кузнецовым («Изумрудный дождь» и другие книги), образ персонажа, в целом, сохранён. Писатель добавил герою любимое ругательство с невыясненным значением: «орра». По прибытии на Рамерию сумел защититься от обвинений полиции и продолжал жить в своём доме под наблюдением властей. Объединившись с сыном Элли Крисом, случайно попавшем на Рамерию через гипертоннель, и Ильсором, сумел устроить нечто вроде революции, используя воздействие изумрудов на психику менвитов (по версии Кузнецова, изумруд приближает мировоззрение менвитов к гуманистическому). После успешной «мягкой революции» на Рамерии занял должность начальника полиции Лотса-Ци (столицы Рамерии по версии Кузнецова).

## Качи
Ка́чи (или Ка́чи-Ка́чи) — «умудрённый годами» попугай, один из координаторов птичьей эстафеты в Голубой стране. Упоминается в книге «Тайна заброшенного замка». Именно Качи составил донесение в Изумрудный город о появлении в Волшебной стране космических Пришельцев-менвитов.

## Клем
Клем (действует в книгах «Огненный бог Марранов» и «Жёлтый туман») — воинственный Марран из простолюдинов, азартный игрок, нерасчётливо державший пари и постоянно находившийся из-за этого в рабстве. Один из тех, кто готовил мятеж против Урфина Джюса, однако получил помилование и даже был назначен сотником в создаваемой армии. На таких, как Клем, и опирался Джюс, когда направлял гнев обманутых им Марранов на соседние земли. В период военных действий Клем участвовал в захвате Изумрудного города. После побега Страшилы и его друзей из плена рота капитана Клема была послана вдогонку, но не сумела настичь беглецов.
Когда Марраны вернулись в родную долину и свергли власть аристократов, Клем стал одним из выборных старейшин. Он же был и среди организаторов отпора злой волшебнице Арахне, когда та попыталась подчинить Марранов своей воле. Персонаж Клема упоминался также в раннем издании повести «Тайна заброшенного замка» в эпизоде, где Прыгунов посетили Тим, Энни и Железный Дровосек, однако из итоговой версии книги этот эпизод был исключён.

## Кориенте
Корие́нте (из книги «Семь подземных королей») — министр короля Ментахо, «статный старик с седыми усами и бородой». Во время обсуждения на Большом Совете кризисной ситуации в Подземной стране насмешливо уточнил, не предлагает ли Хранитель времени Ружеро «убивать всех лишних», чтобы сократить число нахлебников и избавиться от угрозы голода. После усыпления всех королей и их приближённых Кориенте, вероятно, был перевоспитан, но при этом подробности его дальнейшей судьбы неизвестны.

## Краг
Первосвященник Краг (из книги «Огненный бог Марранов») — верховный жрец Марранов. Внешне непрезентабелен — «жирный, обрюзглый» человек; по характеру — подхалим и прихлебатель. Сопровождал армию Марранов. После захвата Фиолетового дворца жил в клетке, в которой Бастинда когда-то содержала пленного Льва. Боясь отравления, Урфин Джюс сажал Крага за стол и заставлял первым пробовать все блюда (подозрения Урфина были оправданны — кухарка Фрегоза действительно замышляла отравить диктатора). Впоследствии Краг жил в захваченном Марранами Изумрудном городе. Дальнейшая его судьба после свержения Урфина неизвестна.

## Кривоног
Принц Кривоно́г (из книги «Огненный бог Марранов») — чёрно-бурый лис, соперник Тонконюха Шестнадцатого в борьбе за престол. Вполне вероятно, что если бы Энни не спасла Тонконюха из капкана, именно Кривоног и стал бы новым королём лис. Опасение, что Кривоног может завладеть магическим серебряным обручем (что увеличило бы его шансы в борьбе за власть), послужило одной из причин, побудивших Тонконюха отдарить драгоценный обруч Энни Смит.

## Куото
Куо́то — подземный рудокоп, живший во времена Первого Усыпления. Эпизодический персонаж в книге «Семь подземных королей».
По должности Куото был помощником королевского ловчего. Когда сам королевский ловчий Ортега после удачной охоты на Шестилапого не вернулся из лабиринта подземных переходов, Куото по приказу короля Уконды возглавил спасательную экспедицию.
Благодаря настойчивости розыскной группы Куото, ловчий Ортега был найден в малоизвестной заброшенной пещере две недели спустя после своего исчезновения. Ортега не подавал никаких признаков жизни, поэтому Куото принял его за мёртвого.
Однако доставленный к королевскому дворцу Ортега неожиданно пришёл в себя, чем опроверг научные рассуждения доктора Робиля, утверждавшего, что Ортега мёртв и нуждается в погребении. Правда, память и сознание Ортеги оказались повреждены — ловчий вёл себя словно новорождённый младенец, не мог разговаривать и не узнавал никого из своих знакомых. Чтобы вернуть Ортегу в нормальное состояние и выяснить, что же произошло с ним в загадочной пещере, потребовался курс восстановительных занятий, в котором Куото принял самое активное участие. Разговоры о былых приключениях на охоте, которые Куото вёл с Ортегой, быстро воскресили в памяти ловчего его прежнюю жизнь.
Когда Ортега поправился настолько, что смог описать происшествие в пещере, выяснилось, что его рассказ отличается от впечатлений Куото: Ортега настаивал на том, что в пещере имелся источник, выпив из которого, он и заснул столь странным сном. Куото же готов был поклясться, что в пещере «не было ни капли воды» — Ортегу нашли лежащим возле небольшого и совершенно пустого углубления.
Чтобы выяснить, кто прав, была организована новая экспедиция в пещеру, под руководством Ортеги. Принимал ли в ней участие Куото — не сообщается. Дальнейшая судьба Куото также покрыта мраком неизвестности.
Таким образом, Куото сыграл хотя и косвенную, но всё же чрезвычайно важную роль в открытии Усыпительной Воды.

## Кэт Каннинг
Миссис Кэт Ка́ннинг (из книги «Семь подземных королей») — жена Билла Каннинга, мать Фреда. «Маленькая худощавая женщина». Ей принадлежит наставление: «Едешь на день, хлеба бери на неделю», сослужившее добрую службу Фреду и Элли, когда они оказались отрезаны обвалом от внешнего мира. Во время спасательной экспедиции у завала миссис Кэт была в лагере у пещеры в числе других хозяек, готовя обед для спасателей.

## Лакс
Лакс (упоминается в книге «Огненный бог Марранов») — один из старейшин Марранов во времена правления князя Торма. Один из немногих, кому появление Урфина Джюса среди Прыгунов принесло несомненную пользу: благодаря Урфину Лакс вселился в новый каменный дом взамен прежнего шалаша, начал вести роскошную жизнь. По всей видимости, был свергнут Марранами после падения «огненного бога». Дальнейшая судьба неизвестна.

## Ламенте
Ламе́нте (упоминается в книге «Семь подземных королей») — один из последних семи королей Подземного царства. Цвет его двора неизвестен. Ламенте перечислен в ряду королей, стремившихся к единоличной власти и поэтому старавшихся убедить Хранителя времени Ружеро в необходимости усыпить всех остальных монархов. После возвращения чудесной воды и усыпления всех королей вместе с семьями и приближёнными Ламенте был перевоспитан, но подробности его дальнейшей судьбы неизвестны.

## Лан Пирот
Генерал Лан Пиро́т — командир всей деревянной армии Урфина Джюса. Появляется в книге «Урфин Джюс и его деревянные солдаты».
Лан Пирот — дуболом, создан Урфином Джюсом. Сделанный из ценнейшей породы дерева (палисандр), был предназначен для несения службы в качестве генерала деревянной армии. В отличие от остальных дуболомов, потребовавших от Урфина нарисовать на их телах одежду, не был перекрашен.
Изначально обладал характером типичного солдафона. После того, как деревянная армия попала в плен к Страшиле, генералу вырезали новое лицо, и его характер радикально изменился. Отметив изящество его движений, Элли сказала Лану Пироту, что он — учитель танцев, каковым он и стал впоследствии.
Впрочем, в последующих книгах он нередко принимает на себя обязанности генерала, сражаясь уже за процветание Волшебной страны с её врагами. «Главным начальником над всеми дуболомами, отправлявшимися в поход, поставили бывшего генерала Лана Пирота. Он оказался способным администратором.». (Второй пример — в борьбе с космическими Пришельцами-менвитами).
На иллюстрациях Владимирского изображался как большая деревянная статуя в кивере в виде вазы с цветами (а когда был злой — с сорняками).

## Ланат
Ланат — эпизодический персонаж ранней версии повести «Тайна заброшенного замка». По профессии — радист. Принадлежит к расе арзаков. Ланат сумел расшифровать лиограмму, отправленную с Рамерии в Ранавир военным министром Тор-Ланом. По поручению Ильсора Ланат отправил Тор-Лану умело составленный ответ, побудивший рамерийское начальство отказаться от массированного военного вторжения на Землю.
Из последней редакции «Тайны заброшенного замка», постоянно переиздающейся с 1982 года, персонаж Ланата был исключён.

## Ласампо
Ласа́мпо (из книги «Семь подземных королей») — министр продовольствия у короля Ментахо. Всеми силами (но не очень успешно) пытался разрешить продовольственный кризис в Подземной стране. Непрерывный поток известий о нехватке продуктов довёл Ласампо до обморока. После усыпления всех королей и их приближённых по всей видимости перевоспитан, но при этом подробности его дальнейшей судьбы неизвестны.

## Лестар
Механик Леста́р — Мигун, один из лучших мастеров Фиолетовой страны. Он уже немолод, но полон энергии.
Лестар действует во всех шести книгах сказочного цикла (хотя в ранних версиях «Волшебника Изумрудного города» он не был упомянут, в последующем имя Лестара появляется на страницах и этой книги). Руководил восстановлением Железного Дровосека, уничтоженного по приказу Бастинды, после неоднократно занимался капитальным ремонтом правителя.
Во время битвы с дуболомами Энкина Фледа отважно бросился под ноги капралу Ельведу, сбив того с ног — этот самоотверженный поступок предотвратил убийство Элли и её друзей. Под руководством Чарли Блека Лестар создал пушку для войны с Деревянной армией Урфина Джюса. Единственный выстрел из этой пушки распугал дуболомов и решил исход войны. Впоследствии с помощью этой же пушки Лестар обратил в бегство колдунью Арахну.
В период заточения Элли в плену у семи королей Лестар придумал способ вернуть из глубин земли Усыпительную воду.
Во время войны с Марранами возглавил восстание Мигунов и захватил в плен Бойса и его солдат. Организовал оборону Фиолетовой страны от нового нашествия армии Урфина Джюса.
В период Жёлтого тумана Лестар рассматривался как один из двух возможных кандидатов для путешествия в Канзас за помощью, но остался в Волшебной стране налаживать паровое отопление (вместо него в полёт на драконе отправился Фарамант). Лестар — один из конструкторов Железного Рыцаря Тилли-Вилли, его водитель, друг и наставник. Находясь в кабине железного гиганта, был непосредственным участником битвы на Утёсе Гибели, которая окончилась смертью Арахны.
Помимо Тилли-Вилли, Лестар дружен с Правителем рудокопов Ружеро и, собственно, с Железным Дровосеком, которого порой замещает в должности Правителя Фиолетовой страны.
Во время войны против менвитов Лестар (совместно с Ружеро) руководил постройкой трубопровода, по которому достали из недр земли Усыпительную воду. Также вместе с Ружеро Лестар изобрёл первый в Волшебной стране микроскоп.
В раннем издании повести «Тайна заброшенного замка» (1976 г.) читателям сообщается, что у Лестара есть сын, Лестар-младший, тоже талантливый мастер. (Соответственно, Лестар-папа в этом контексте иногда именуется Лестар-старший.) Лестар-младший занимался починкой знаменитой пушки Мигунов, а также помогал Ильсору монтировать специальный передатчик для связи с Рамерией. Из последней редакции «Тайны заброшенного замка» (1982 г.) все упоминания о Лестаре-младшем были исключены.

## Лестар-младший
Леста́р-младший — сын Лестара (старшего), лучшего механика страны Мигунов. Тоже искусный мастер. Упоминается в ранней редакции повести «Тайна заброшенного замка» (1976 г.).
Лестар-младший вёл ремонт исторической пушки Чарли Блека, чтобы противостоять менвитам в случае их атаки на Фиолетовую страну. Позже Лестар-младший трудился в павильоне Гуррикапа, собирая по инструкциям и чертежам Ильсора второй межзвёздный передатчик. При помощи этого передатчика планировалось передать на Рамерию подложную лиограмму, чтобы рамерийское правительство отозвало назад захватническую армаду из 96 звездолётов, уже успевшую вылететь к Земле.
Из итоговой версии «Тайны заброшенного замка» (1982 г.) персонаж Лестара-младшего был полностью исключён.

## Лин Рауб
Лин Ра́уб (упоминается в книге «Жёлтый туман») — фермер Зелёной страны. В число действующих лиц сказочной повести Лин Рауб не входит — в тексте фигурирует только его ферма. Неподалёку от неё находился вход в подземный коридор, по которому Элли, Чарли Блек и их спутники пришли на выручку Страшиле и Железному Дровосеку, заточённым в сторожевой башне. Впоследствии от Жёлтого тумана в этом же коридоре спасались Рамина и её подданные.

## Лон-Гор
Лон-Го́р (из книги «Тайна заброшенного замка») — менвит, врач звездолёта «Диавона». Один из четверых (наряду с Баан-Ну, Кау-Руком и Мон-Со) членов экипажа космического корабля, который на протяжении всего семнадцатилетнего полёта от Рамерии к Земле не погружался в состояние анабиоза, а бодрствовал (следил за состоянием остальных членов экипажа, спавших во время длительного космического полёта). На Земле хозяйство Лон-Гора серьёзно пострадало от нашествия на Ранавир мышей Рамины («бинты исчезли, термометры перебиты, все порошки рассыпаны и перемешаны…»). В числе прочих менвитов (кроме Кау-Рука), врач был погружён в сон с помощью Усыпительной воды и в таком виде помещён в анабиоз на борту «Диавоны» перед отлётом на Рамерию.

## Людоед
Людое́д (из книги «Волшебник Изумрудного города») — одичавший негодяй-каннибал, похитивший Элли, чтобы её съесть. Владел за́мком, стоявшим в лесу на окраине страны Жевунов. Был ли сам Людоед Жевуном, или принадлежал к иному народу, неизвестно. Когда-то у Людоеда были бараны, коровы, лошади, он держал много слуг и охотился на путников, проходивших по дороге, вымощенной жёлтым кирпичом в Изумрудный город. Но в конце концов молва о Людоеде разнеслась по округе и движение по дороге прекратилось. Тогда Людоед постепенно опустошил замок и принялся заманивать в ловушку простаков при помощи таблички, обещавшей исполнение всех желаний. Последней жертвой Людоеда чуть было не стала Элли, которую он похитил и унёс в свой за́мок, намереваясь съесть. Пёсика Тотошку, который вступился за свою хозяйку, каннибал оглушил ударом ноги. Однако Страшила, Дровосек и Белка сумели выручить Элли из беды. Обнаружив, что добыча ушла, Людоед бросился в погоню. Но Страшила вовремя сообразил кинуться под ноги Людоеду, тот полетел кувырком и Дровосек разрубил злодея «пополам вместе с кастрюлей», которую Людоед надел на голову вместо шлема.
Персонаж Людоед, как и вся глава про него, относится к самым первым добавлениям, которые Волков внёс в сюжет, создавая своего «Волшебника Изумрудного города» (1939) по мотивам сказки «Удивительный Волшебник из Страны Оз» (1900) Л. Ф. Баума. В этой главе компания друзей Элли впервые проходит проверку на прочность.
Впоследствии Волков внёс в главу о Людоеде некоторые коррективы, сместившие смысловые акценты. Так, в четвёртой редакции «Волшебника Изумрудного города» Элли, перед тем, как попасть в плен к Людоеду, снимает серебряные башмачки, чтобы пройти босиком по тёплым кирпичам жёлтой дороги. Эта небольшая вставка подчёркивает защитную силу башмачков, без которых с девочкой сразу же случились большие неприятности. Однако в последней (пятой) редакции книги этот эпизод снова исчез.

### Заимствование образа другими авторами
- В сказке Леонида Владимирского «Буратино в Изумрудном городе» Людоед, выживший (по версии автора) в стычке с Железным Дровосеком, помогает Урфину Джюсу вновь захватить Изумрудный город.
- В декалогии Сергея Сухинова фигурирует сын Людоеда — Людушка, который в одной из книг даже становится королём Голубой страны.

## Маргарет О’Келли
Ма́ргарет О’Ке́лли — мать Тима О’Келли, супруга Ричарда О’Келли. Упоминается в книгах «Огненный бог Марранов», «Жёлтый туман» и «Тайна заброшенного замка». Энни и Тим были настолько неразлучны с раннего детства, что Маргарет, как и Анна Смит «считали обоих малышей своими, ласкали их с одинаковой любовью и шлёпали с одинаковым беспристрастием.»

## Ментахо
Мента́хо — один из семи Подземных королей, фигурирует в книгах «Семь подземных королей», «Огненный бог Марранов» и «Тайна заброшенного замка».
Впервые Ментахо появляется в третьей книге как один из семи Подземных королей. Цвет его двора — зелёный. Именно Ментахо сохраняет жизнь Руфу Билану, разрушившему Священный источник, и принимает решение пленить случайно попавшую в Пещеру Элли Смит, считая её феей, способной исправить положение дел. После усыпления, подстроенного друзьями Элли, был перевоспитан, как и прочие аристократы Пещеры. Ему внушили, что его профессия — ткач. Это мастерство пришлось ему по душе (он сам прокомментировал это так: «Соскучился я по своей работе!», что вызвало смех у Элли и Фреда). В числе всех остальных жителей Пещеры Ментахо переселился наверх, на пустующие земли по соседству со страной Жевунов. Во время событий книги «Огненный бог Марранов» участвовал в противостоянии войскам Урфина Джюса: по указанию Ружеро, Ментахо провёл успешный боевой вылет на драконе, рассеяв отряд полковника Харта. В последней книге был захвачен менвитами в плен вместе с женой. Ментахо проявил немалые успехи в изучении менвитского языка, и Пришельцы сделали его своим переводчиком и информатором — за что в итоге поплатились. Дезинформация, которой он снабжал менвитов, сыграла немалую роль в победе над ними.
Ментахо — высокий (по меркам Волшебной страны), статный, крепкого сложения мужчина с красивым лицом. Обладает многими присущими королям чертами — властностью, дипломатичностью и хитростью, самолюбием, несомненным умом. Как оказывается впоследствии, ему присущи также и навыки воина. Кроме того, Ментахо превосходный оратор и у него высокие способности к изучению языков. Он женат на королеве Эльвине. Имя жены упоминается только в последней книге, где также сказано, что она, как и все члены королевских семей Подземной страны, была усыплена и перевоспитана. К жене Ментахо нежно привязан. Имеет нескольких детей. Точное количество детей неизвестно, они упоминаются только в книге «Семь подземных королей». К событиям последней книги Ментахо и Эльвина живут одни на небольшом хуторе.
В первой редакции сказки «Семь подземных королей», печатавшейся в журнале «Наука и жизнь» в 1964 году, роль Ментахо была не слишком велика: часть действий Ментахо, знакомых читателям по следующим изданиям этой сказки, в первой версии принадлежала королю Барбедо — в том числе, помилование Руфа Билана и приобретение профессии ткача. Ментахо же в первом издании описан эпитетом «длинноногий» (в поздних версиях это определение было заменено словом «здоровенный»).

## Мери
Ме́ри — рыженькая кобылка фермера Джона. Упоминается в книгах «Огненный бог Марранов» и «Жёлтый туман». После появления в хозяйстве Смитов механических мулов Цезаря и Ганнибала Мери больше не выполняла полевых работ на ферме, а находилась на заслуженном отдыхе.
Вероятно, имя Мери передано Волковым по устаревшей ныне транслитерации; в наше время её скорее всего следовало бы назвать Мэри.

## Мон-Со
Мон-Со́ — инопланетянин из народа менвитов, прилетевший на Землю в составе завоевательной экспедиции генерала Баан-Ну с планеты Рамерия. Фигурирует в книге «Тайна заброшенного замка».
По званию Мон-Со — полковник; он командует эскадрильей лётчиков. Мон-Со является заместителем генерала Баан-Ну и известен как «самый точный исполнитель его приказов». Соответственно, характеру Мон-Со присуща определённая педантичность и жёсткость. Подчинённые ему лётчики питают к Мон-Со неприязнь. При этом он вполне способен, подвергая себя опасности, прийти на помощь своим подчинённым — как в ситуации с Чёрными камнями Гингемы, так что смелость его не вызывает сомнений.
В целом Мон-Со изображён как отрицательный персонаж второго плана. В этом смысле его образ противопоставлен другому заместителю генерала — звёздному штурману Кау-Руку, который отличается независимостью суждений, своеволием и нестандартным мышлением, граничащим с бунтарством. В отличие от Кау-Рука, Мон-Со является полностью «человеком системы», придаёт большое значение приказам, правилам и субординации.
Показательна сцена прямого конфликта между Мон-Со и Кау-Руком во время битвы вертолётной эскадрильи менвитов с гигантскими орлами Карфакса. В этом эпизоде Кау-Рук, несмотря на яростные призывы и угрозы со стороны Мон-Со, дезертирует с «поля боя», поскольку не хочет ни сам погибать, ни губить благородных птиц в бессмысленной бойне. Мон-Со же, напротив, сражается до конца и, после разгрома эскадрильи, лишь чудом дотягивает на покорёженном вертолёте до базы инопланетян.
В конце книги Мон-Со, как и все прочие менвиты, за исключением одного лишь Кау-Рука, подвергается усыплению.
В раннем издании «Тайны заброшенного замка», печатавшемся в газете «Дружные ребята» в 1976 году, роль Мон-Со была несколько шире, чем в последней редакции, постоянно переиздающейся с 1982 года. В ранней версии Мон-Со выполнял часть действий, которые в последнем издании были «переданы» Кау-Руку — в том числе, похищение Энни Смит. Зато чин Мон-Со в первой версии был ниже — не полковник, а капитан.

## Морни
Повариха Морни — эпизодический персонаж ранней версии повести «Тайна заброшенного замка».
Морни входила в число обслуживающего персонала на базе инопланетян, устроенной в Волшебной стране. Судя по занимаемому положению и по форме имени (отсутствует дефис, характерный для менвитских имён), Морни является арзачкой.
Занималась тем, что приносила еду для Ментахо и его жены, находившихся в плену у менвитов.
В последней редакции «Тайны заброшенного замка», постоянно переиздающейся, начиная с 1982 года, персонаж Морни отсутствует (как и вообще какие-либо упоминания о том, что в лагере пришельцев есть женщины), а роль её передана Ильсору.

## Наранья
Нара́нья (из книги «Семь подземных королей») — древний король одного из государств Волшебной страны. Правил на той территории, где позднее поселились Жевуны. Отец принца Бофаро, Наранья, правил так долго, что принцу надоело ждать его смерти, и он составил заговор, замышляя свергнуть отца. Заговор был раскрыт, и Наранья сослал Бофаро и его сторонников на вечное поселение в Пещеру.
В первых редакциях «Семи подземных королей» этот персонаж носил имя Аранья. Почему Волков решил изменить имя короля — неизвестно.

## Начальник полиции
Начальник полиции (из книги «Урфин Джюс и его деревянные солдаты») — деревянный человек, возглавивший полицию Урфина Джюса, которую тот создал с помощью живительного порошка вскоре после захвата Изумрудного города. У начальника полиции «были самые длинные ноги, самые большие уши, больше пальцев на руках, чем у любого из его подчинённых, и наравне с главным государственным распорядителем он имел право в любое время входить к Урфину Джюсу для доклада».
Возглавлял отряд дуболомов и полицейских, отправленных в погоню за бежавшими из плена Страшилой, Железным Дровосеком, Дином Гиором и Фарамантом, и по ошибке пал жертвой неуёмного рвения своих подчинённых: полицейские приняли своего начальника за беглеца и обстреляли сокрушительным градом камней. Урфин Джюс восстанавливать начальника полиции не стал и останки несчастного сгорели в плите.
Собственное имя начальника полиции (если таковое вообще у него было) нигде в тексте не указывается, а должность его пишется со строчной буквы.
Пост начальника полиции в период второго владычества Урфина занимал Энкин Флед.

## Ойххо
Дракон О́йххо — фигурирует в книгах «Семь подземных королей», «Огненный бог Марранов», «Жёлтый туман» и «Тайна заброшенного замка».
Ойххо — разумный ручной дракон родом из Страны Подземных рудокопов. Как и все животные в Волшебной стране, Ойххо умеет говорить, однако на протяжении всего сказочного цикла практически не пользуется этой возможностью. Тем не менее, его сообразительность и добродушный нрав снискали ему репутацию самого умного и послушного из всех ручных драконов.

### Подвиги Ойххо
Обычай рудокопов использовать драконов как средство передвижения получил развитие после падения власти семи королей и переселения рудокопов наверх. Если во времена королевской власти на драконах летали стражники, следившие за порядком в Пещере, то после свержения монархии Ойххо была доверена ещё более ответственная миссия: ему поручили доставить в Канзас Элли и Фреда, освобождённых из плена у семи королей. С этим заданием смышлёный дракон справился блестяще. Таким образом, Ойххо стал вторым (после вороны Кагги-Карр) обитателем Волшебной страны, посетившим Большой мир.
В дальнейшем к подобным услугам Ойххо жители Волшебной страны прибегали ещё не раз: в 5-й и 6-й книгах цикла дракон Ойххо летает в Канзас по поручению Страшилы, чтобы привезти в Изумрудный город Энни и Тима. Именно на спине Ойххо моряк Чарли Блек доставил в Волшебную страну необходимые материалы для создания металлического великана Тилли-Вилли. В общей сложности получается, что Кругосветные горы Ойххо пересекал не менее 10 раз.
Кроме того, Ойххо отличился в сражении между отрядом Марранов под командованием полковника Харта и защитниками селения рудокопов в период второго владычества Урфина Джюса. Под управлением своего седока, бывшего короля Ментахо, Ойххо разогнал целый полк захватчиков-Марранов, а полковника Харта поймал и посадил на верхушку высокой пальмы. При этом Ойххо действовал предельно осторожно, чтобы никого не покалечить и не убить. В результате победа в сражении осталась за рудокопами, а разгромленные отряды Марранов в панике обратились в бегство.
Во время войны с великаншей Арахной Ойххо снова поучаствовал в защите рудокопской деревни. Когда Арахна прилетела на ковре-самолёте к рудокопам, чтобы потребовать от них покорности, Ойххо атаковал колдунью из засады и отхватил внушительный кусок ковра-самолёта. Этот инцидент вынудил Арахну оставить рудокопов в покое, а трофейный кусок ковра, сохранивший способность летать, ещё не раз сослужил добрую службу защитникам Волшебной страны.
В заключительной книге сказочного цикла дракон Ойххо порядком перепугал менвитов во главе с их генералом Баан-Ну. Кроме того, Ойххо возил на себе Страшилу к лагерю Пришельцев. А в раннем издании «Тайны заброшенного замка» Ойххо ещё и доставил Энни, Тима и Железного Дровосека к фее Стелле, а от неё — в Треугольную Долину Летучих Обезьян; причём по пути дракон подвергся атаке со стороны Чёрных Коршунов, спастись от которых удалось лишь при помощи серебряного обруча, сделавшего невидимой всю компанию, включая самого Ойххо.

## Олл Бирн
Олл Бирн — фермер, живший неподалёку от Изумрудного города. Упоминается в книге «Огненный бог Марранов». Олл Бирн не является действующим лицом повествования; в тексте фигурирует лишь его овощехранилище, в сарае которого содержались пленённые Урфином Джюсом Дин Гиор и Фарамант, а впоследствии также Страшила и Железный Дровосек. Дыра в крыше овощехранилища давала возможность вороне Кагги-Карр общаться с заключёнными, подготавливая их к побегу.
Точное местоположение поместья Бирна неизвестно, однако можно предполагать, что оно находится на юге или юго-западе от главных ворот Изумрудного города: восточные направления исключаются, так как к поместью Бирна вела дорога, в то время как восточнее Изумрудного города дорог не было; северные направления также маловероятны, поскольку известно, что сарай Бирна располагался неподалёку от покинутой фермы, где остановились Энни и Тим, прибывшие туда по дороге ВЖК из Голубой страны, то есть с юго-запада.
Нет информации и о том, был ли Олл Бирн коллаборационистом, добровольно предоставившим во владение Урфина свой сарай, или же собственность Бирна подверглась конфискации без его на то согласия.
В своём овощехранилище Бирн хранил не овощи, а фрукты — яблоки и груши, которые в немалом количестве становились добычей вороны Кагги-Карр.

## Ортега
Орте́га (из книги «Семь подземных королей») — ловчий, начальник королевской охоты в Стране Подземных рудокопов. Первооткрыватель Усыпительной воды. Искусный зверолов. Муж Алоны. Служил королю Уконде. После одной из охот на Шестилапого исследовал лабиринт и случайно обнаружил неизвестный прежде источник с чудесной водой. Не зная её свойств, напился воды, в результате чего заснул на две недели. После пробуждения потерял память, которую позднее восстановил с помощью доктора Бориля (первого) и помощника ловчего Куото.

## Осбальдистон
Осбальдистон — фамилия братьев-американцев из штата Миннесота (упоминается в книге «Жёлтый туман»). На механическом заводе братьев Осбальдистон работал инженером Фред Каннинг после окончания Технологического института. При этом в тексте не сообщается ни количество братьев, ни их имена, ни то, были ли они современниками Фреда Каннинга или же завод просто назван в их честь.

## Остроухая
Остроу́хая (из книги «Огненный бог Марранов») — пожилая чёрно-бурая лисица, тётка короля Тонконюха XVI, принцесса Лисьего царства. Любит передвигаться в нарядном паланкине на шёлковой ложе, разъезжая «с визитами».

## Острые Резцы
О́стрые Резцы́ (из книги «Семь подземных королей») — бобёр из леса Смелого Льва. Во время мобилизации звериного войска для намечавшейся войны с Подземными рудокопами возглавил строительный полк бобров, заняв должность главного инженера. Получил задание за один день построить наплавной мост через Большую реку. К назначенному сроку мост был готов.

## Памелья Второй
Паме́лья II (из книги «Семь подземных королей») — один из древних королей Подземного царства и виновников «беспокойных суток» (189-й год Подземной эры). Памелья, желавший продлить своё царствование, приказал своему Хранителю времени Туррепо отвести часы на двенадцать часов назад. Это привело к большому переполоху во всей Пещере, поскольку Туррепо столкнулся с Хранителем времени Ургандо, служившим королеве Стафиде. Ургандо точно так же имел приказ передвинуть стрелки на шесть часов вперёд. В результате, обитателям Пещеры пришлось вставать и ложиться семь раз за сутки, в зависимости от того, кто из Хранителей времени брал верх в драке.
По тексту Волкова, цвет королевского двора Памельи — жёлтый. Однако на рисунках Л. В. Владимирского имеется неточность: жёлтыми изображены как раз Ургандо и Стафида, а принадлежавший к королевскому двору Памельи Туррепо облачён в зелёный цвет.

## Пампуро Третий
Пампу́ро III (из книги «Семь подземных королей») — древний подземный король-младенец, за которого правила мать, вдовствующая королева Стафида, одна из виновниц «беспокойных суток» (189-й год Подземной эры). Цвет королевского двора Пампуро по тексту Волкова — зелёный (хотя на рисунке Л. В. Владимирского, по ошибке — жёлтый). Судя по идентичности цветов, Пампуро III — вероятный предок короля Ментахо.

## Паук
Гигантский Паук (из книги «Волшебник Изумрудного города») — чудовищное существо, с виду похожее на паука, но «в десять раз больше буйвола». Внешность Паука была отвратительна, к огромному туловищу его крепились мощные лапы со страшными когтями. Единственным слабым местом Паука была голова, сидевшая на тонкой шее. Жил он в дремучем лесу по дороге в Розовую страну (между Большой рекой и Долиной Марранов) и терроризировал всё местное зверьё. Побеждён и убит Смелым Львом, которого благодарные звери провозгласили за это своим царём.

## Пестрянка
Пестря́нка (из книги «Волшебник Изумрудного города») — обитательница скотного двора на ферме Джона Смита. Про неё упоминает Элли в разговоре с Виллиной. Скорее всего Пестрянка — корова, либо, что менее вероятно, курица. В аудиопостановке по мотивам «Волшебника Изумрудного города» Элли в разговоре с Виллиной просто упоминает корову, не уточняя её имени.

## Прем Кокус
Пре́м Ко́кус — Правитель Голубой страны после гибели Гингемы, «красивый высокий старик» из народа Жевунов. Фигурирует во всех шести книгах сказочного цикла.
Прем Кокус пользовался уважением среди Жевунов, и когда Элли после смерти Гингемы отказалась возглавить их страну, они выбрали его себе в Правители. Кокус был достаточно богат, у него имелось поместье, а также «большие поля, где работает много людей». При этом Кокус был известен своей добротой, и Жевунам под его управлением жилось легко и свободно.
Поместье Према Кокуса находилось рядом с дорогой, вымощенной жёлтым кирпичом. Именно там переночевала Элли в первый день своего пребывания в Волшебной стране.
Позднее Кокус был ненадолго свергнут Урфином Джюсом, который назначил наместником Голубой страны жадного и завистливого предателя Кабра Гвина. Однако бесчинствам Гвина положил конец прибывший из-за гор Чарли Блек с помощью местных Жевунов, и Кокус был восстановлен в должности Правителя. В период дальнейших военных конфликтов (второе возвышение Урфина, войны с Арахной и менвитами) Прем Кокус значительной роли не играл, но всегда был на стороне защитников Волшебной страны.
По Жевунским меркам Кокус очень высок: когда Элли впервые встретила его, он был выше её на целый палец.
Известно, что ко времени действия первой книги Прем Кокус ни разу не бывал в Изумрудном городе, хотя позднее упоминается, что жена его была родом именно оттуда. Зелёное платье жены Кокуса, подаренное ею девочке Элли, очень пригодилось при вызволении из плена Дина Гиора и Фараманта в период первого владычества Урфина: переодетая в это платье Элли смогла беспрепятственно проникнуть во дворец и передать узникам спасительную пилку.
Прообразом Према Кокуса стал для Волкова Жевун Бок (англ. Boq) из сказки Л. Ф. Баума «Удивительный Волшебник из Страны Оз» (1900). Роль и описание Бока в первой книге Баума о Стране Оз практически идентичны роли и описанию Кокуса в первой книге Волкова о Волшебной стране. Однако в сиквелах Баума Бок более не упоминается и Правителем Жевунов, соответственно, не становится, в отличие от Према Кокуса у Волкова. Впрочем, в широко известном произведении Г. Магвайра «Ведьма» (англ. «Wicked»), по-новому представляющем Страну Оз Баума, Боку уделяется существенно больше внимания в сюжете.

## Разорванное Ухо
Адъютант Разо́рванное У́хо (из книги «Жёлтый туман») — мышь из войска Рамины. Во время великого похода мышиной армии сквозь снежную бурю Разорванное Ухо «целую милю тащил на спине мышку Чернушку, напоровшуюся на сучок».

## Рамина
Рамина — фея-мышь, королева полевых мышей. Появляется во всех шести книгах. Однажды Железный Дровосек спас её от кота, и в благодарность за это она сначала помогла спасти Льва, уснувшего на маковом поле, а потом подарила Элли серебряный свисток, на зов которого обещала являться. Первый раз Элли позвала её после того, как девочка и её друзья после победы над Бастиндой отправились обратно из Фиолетовой страны в Изумрудный город и заблудились. Рамина явилась на зов и открыла Элли секрет Золотой Шапки, позволявший вызывать Летучих Обезьян. Позже много раз помогала Элли (а впоследствии и Энни) и её друзьям, иногда лично (её способность мгновенно переноситься с место на место часто оказывалась полезной), иногда силами своих многочисленных подданных. Обладала даром предвидения и предсказала Элли, что её третье путешествие останется последним: её ждёт долгая и счастливая жизнь на родине, но в Волшебную страну она уже никогда не попадёт.

## Раффида
Раффи́да (из книги «Семь подземных королей») — вдовствующая королева в эпоху заката Подземного царства, мать грудного младенца Тевальто. Цвет королевского двора (согласно рисункам Л. В. Владимирского) — жёлтый. Когда остальные короли один за другим стали замышлять заговор с целью устранения конкурентов, Раффида тоже взялась строить интриги в пользу единоличного царствования для сына. После усыпления всех королей и их приближённых перевоспитана, но при этом подробности её дальнейшей судьбы неизвестны.
Сходство имени, внешности (по рисункам Владимирского) и семейного положения (вдовствующая королева, мать грудного младенца-короля) — проводит явную параллель между Раффидой и древней королевой Стафидой, виновницей «Беспокойных суток» в 189-м году Подземной эры.
В первом издании «Семи подземных королей» персонажи Раффиды и Тевальто отсутствовали. Появление же их в следующем издании создало определённую путаницу: королевских династий оказалось не семь, а восемь (в алфавитном порядке — Арбусто, Барбедо, Бубала, Карото, Ламенте, Ментахо, Раффида с Тевальто, Эльяна). Однако наиболее вероятен такой вариант: Бубала был не королём, а наследным принцем — потомком Арбусто (которого Волков называет наставником Бубалы).

## Рахис
Рахис (из книги «Семь подземных королей») — рудокоп, возница, доставивший Элли и Фреда на драконе Ойххо до Кругосветных гор, когда ребята отправились домой.

## Реллем
Релле́м (действует в книгах «Огненный бог Марранов» и «Жёлтый туман») — бывший деревянный полицейский Урфина Джюса, ставший после свержения Урфина деревянным курьером. В период второго возвышения Джюса Реллем сохранил верность «законной власти» в лице Временной правительницы Изумрудного острова вороны Кагги-Карр. По поручению вороны отправился к рудокопам и Жевунам предупредить о приближении Марранов полковника Харта. Во время борьбы с Арахной Реллем приносит запас листьев рафалоо Урфину Джюсу.

## Реньо
Реньо (из книги «Семь подземных королей») — рудокоп-стражник. Служил королю Ментахо. Начальник стражи у бассейна с Усыпительной водой. Конвоировал Руфа Билана к королю Ментахо после того, как Билан разрушил Священный источник. По характеру Реньо довольно резок и высокомерен: в ответ на безобидный и вежливый вопрос Билана, сильно толкнул того в грудь, разъяснив, что в Подземной стране «низшие не имеют права задавать вопросы высшим», хотя то же самое можно было объяснить без рукоприкладства. С другой стороны, этот поступок мог быть вызван неприязнью к Билану, когда тот объяснил, что попал в подземелье, спасаясь от кары за предательство. После усыпления всех королей и их приближённых Реньо, вероятно, подвергся перевоспитанию, но при этом подробности его дальнейшей жизни неизвестны.

## Рин
Крошка Рин (из книги «Огненный бог Марранов») — маленькая девочка-Жевунья. Во время нападения отряда полковника Харта пряталась вместе с семьёй в лесных трущобах. Мать упоминает о ней в разговоре с соседкой: «…до сих пор не опомнюсь от радости, что мы выбрались из трущоб. Моя крошка Рин так кашляла…»

## Ринна
Ри́нна (из книги «Семь подземных королей») — одна из подземных королев эпохи Первого усыпления. На Большом Совете выражала сомнение — хватит ли на всех Усыпительной воды. Цвет королевского двора Ринны неизвестен.

## Ричард О’Келли
Ри́чард О’Ке́лли (из книги «Тайна заброшенного замка»; косвенно упомянут также в книгах «Огненный бог Марранов» и «Жёлтый туман») — отец Тима О’Келли, муж Маргарет О’Келли. Фермер из Канзаса, сосед Джона Смита. Чемпион Канзаса по волейболу. Узнав о прилёте менвитов, не сомневался в грядущей победе землян: «Нас на Земле сотни миллионов, неужели мы не справимся с горстью инопланетных воинов?»
К началу действия книги «Волшебник Изумрудного города» семья О’Келли не значится среди соседей Смитов. Однако уже три или четыре года спустя сын Ричарда и Маргарет, маленький Тим, становится защитником и другом малышки Энни. Видимо, за эти годы семья Ричарда О’Келли переехала в канзасскую степь из других мест.

## Роберт
Дядя Ро́берт (из книги «Волшебник Изумрудного города») — фермер из Канзаса, живший к западу от домика-фургона Джона Смита. Элли до своего первого путешествия в Волшебную страну часто ходила к дяде Роберту, навестить его сыновей — Дика и Боба.

## Робиль (первый)
Доктор Роби́ль (первый) (из книги «Семь подземных королей») — один из двух врачей Подземной страны в эпоху Первого Усыпления, очень высокий и худой, извечный соперник доктора Бориля (первого). Робиль ходил в зелёной мантии, но имя короля, к штату которого он относился, неизвестно (впрочем, совершенно точно, это не Уконда и не Асфейо). По характеру Робиль мрачный пессимист, что разительно отличает его от жизнерадостного весёлого Бориля. Манера речи Робиля — отрывистая, с резкими рублеными фразами, где каждое слово звучит как отдельное предложение.
Робиль участвовал в исследовательской экспедиции к бассейну с Усыпительной водой, где, вместе с Борилем, пострадал в процессе эксперимента по изучению её свойств. Робиль проснулся позже Бориля примерно на семнадцать дней, что дало тому возможность отыграться на Робиле, превратив того из соперника в своего преданного ученика и почитателя. Впрочем, это не помешало «унаследовать» вражду двух докторов их потомкам, носившим те же имена. Робиль активно помогал Хранителю времени Беллино в разработке «концепции» усыпления подземных королей и их свиты.

## Робиль (второй)
Доктор Роби́ль (второй) — один из двух врачей Подземной страны в эпоху последних подземных королей, потомок Робиля (первого). Действует в книгах «Семь подземных королей» и «Жёлтый туман», также упоминается в «Тайне заброшенного замка».
Как и его предок, Робиль (второй) был таким же худым и длинным, и тоже имел вечного соперника — доктора Бориля (второго). Однако отличался от предшественника меньшей надменностью и обычным (а не «рубленным») стилем речи. Вообще говоря, антагонизм между Робилем (вторым) и Борилем (вторым) носит куда менее выраженный характер, нежели соперничество между их далёкими предками: «современных» Робиля и Бориля скорее можно назвать друзьями, хотя элемент конкуренции и присутствует в их отношениях.
В период работ по возвращению Усыпительной воды Робиль (второй) проводил медицинское обследование Железного Дровосека, здоровью которого повредил сырой климат Пещеры. Во время войны с Арахной Робиль и Бориль разработали средства борьбы с Жёлтым туманом с помощью листьев рафалоо и защитных очков, за что были награждены двумя орденами каждый. В «Тайне заброшенного замка» доктор Робиль упомянут в числе персонажей, присутствовавших при отлёте арзаков на родину. Кроме того, в раннем издании «Тайны заброшенного замка» на попечении Робиля и Бориля находились Летучие Обезьяны, пострадавшие в битве с вертолётной эскадрильей менвитов, однако из итоговой версии книги всё, что связано с Летучими Обезьянами, было исключено.

## Рольф
Дедушка Рольф (упоминается в книгах «Волшебник Изумрудного города» и «Огненный бог Марранов») — сосед Смитов, живший к северу от их домика-фургона, старик, мастеривший детям чудесные ветряные мельницы. Элли до своего первого путешествия в Волшебную страну часто ходила к нему в гости и «никогда не возвращалась без самодельной игрушки». Позднее, когда фермеры устроили облаву на ворон, прикормленных Энни и Тимом, «дедушка Рольф раскопал в сарае старую пушчонку, уцелевшую ещё со времён войны за освобождение негров» — то есть Гражданской войны в США 1861-65 гг. — «набил порохом и картечью и ахнул по самой большой стае».

## Ружеро
Руже́ро — Хранитель времени в эпоху последних подземных королей, а впоследствии — Правитель рудокопов. Действует в книгах «Семь подземных королей», «Огненный бог Марранов», «Жёлтый туман» и «Тайна заброшенного замка».

### Характер и внешность Ружеро
По характеру Ружеро добр и великодушен. При этом держит себя скромно и с достоинством. Не чужд иронии.
К моменту своего появления в сюжете Ружеро уже немолод. Тем не менее, он достаточно энергичен и проницателен, отличается острым умом, но вместе с тем сдержан.
Внешне Ружеро описывается как «высокий худощавый старик с длинной седой бородой». Кроме того, на иллюстрациях Л. В. Владимирского отчётливо видно, что у Ружеро нос с горбинкой.

### Деятельность Ружеро
Ружеро был последним Хранителем времени в государстве Подземных рудокопов. Реально на нём лежали все заботы по управлению страной; короли же были заняты, главным образом, празднествами и плетением интриг.
Ружеро был одним из немногих, кто сразу осознал все последствия разрушения бассейна с Усыпительной водой. Практически сразу же перешёл на сторону Элли и её друзей, сообщая Страшиле обо всех коварных замыслах королей. Во время работ по восстановлению Священного источника сдружился с механиком Лестаром из страны Мигунов.
Именно Ружеро придумал использовать дракона Ойххо для возвращения в Канзас Элли и Фреда.
После Великого Перевоспитания Ружеро стал Правителем Подземных рудокопов, что, впрочем, лишь закрепило юридически ту роль, которую Ружеро де-факто выполнял уже давно, находясь в должности Хранителя времени. В начале его правления рудокопы переселились жить из Пещеры наверх, заняв пустующие земли по соседству со страной Жевунов. С тех пор рудокопы спускались в Пещеру лишь на месяц или два в году, в порядке очереди, чтобы по-прежнему добывать полезные металлы.
В период возвышения «Огненного бога» Ружеро организовал оборону селения рудокопов против нашествия Марранов, что привело к полному разгрому отряда полковника Харта. Также был организатором отпора Арахне, в результате которого колдунья потеряла изрядный кусок своего ковра-самолёта; добытый в этом сражении обрывок волшебного ковра был перекроен и поступил в распоряжение Ружеро, который позднее использовал его для деловых поездок.
Участвовал в Больших Советах, которые проводил Страшила, когда Волшебная страна сталкивалась с очередными трудностями. Вместе с Лестаром руководил прокладкой труб для доставки Усыпительной воды к лагерю Пришельцев.
Также совместно с Лестаром Ружеро стал изобретателем первого в Волшебной стране микроскопа.

### Заимствование образа Ружеро другими авторами
Персонаж Ружеро фигурирует в книге «Изумрудный дождь» Ю. Н. Кузнецова, продолжающей сказочный «сериал» А. М. Волкова о Волшебной стране.
В сказочной вселенной Сергея Сухинова близким по смыслу к образу «волковского» Ружеро является Хранитель времени Карам, который выводит народ рудокопов из Пещеры на поверхность Земли (прямая аналогия с финалом сказки «Семь подземных королей» А. М. Волкова).

### Ружеро в мультипликации
Образ Хранителя времени, соответствующий Ружеро, задействован в мультфильме «Волшебник Изумрудного города», снятом творческим объединением «Экран» в 1973—1974 гг. по мотивам первых трёх сказок Волкова о Волшебной стране. Роль Хранителя времени озвучена актёром Валентином Никулиным.

## Руф Билан
Знатный житель Изумрудного города. Предатель, первым перешедший на службу к Урфину Джюсу и открывший ворота города его армии. Был назначен главным государственным распорядителем. После свержения Урфина бежал в Пещеру и попал в страну Подземных рудокопов, где случайно разрушил источник с Усыпительной водой, а затем посоветовал семи королям пленить Элли и Фреда, что чуть было не привело к войне рудокопов с верхним населением Волшебной страны. После восстановления источника был усыплен на десять лет. Проснувшись, не успев пройти перевоспитание, был похищен по приказу Арахны и, вспомнив своё прошлое, согласился пойти к ней на службу. После гибели Арахны был усыплён вновь на небольшой срок.

## Стафида
Стафи́да (из книги «Семь подземных королей») — вдовствующая королева Подземной страны в древние времена, мать короля-младенца Пампуро Третьего. Одна из виновниц «беспокойных суток», случившихся в 189 году Подземной эры, когда Стафида приказала своему Хранителю времени Ургандо перевести часы на шесть часов вперёд, чтобы приблизить начало правления сына. В результате длительного противоборства Ургандо с Хранителем времени короля Памельи Второго молодым Туррепо, точно так же пытавшимся изменить показания часов в пользу своего монарха, жители Пещеры за эти сутки вставали и ложились семь раз. Цвет королевского двора Стафиды — зелёный, из чего следует, что король Ментахо был её потомком.

## Таррига
Тарри́га (из книги «Тайна заброшенного замка») — королева летучих мышей. Во время войны с менвитами по плану, разработанному Фредом, организовала ночные налёты своих подданных на Ранавир. Это приводило в действие сирены сигнализации по многу раз за ночь. После нескольких бессонных ночей менвитам пришлось отключить сирены.
Королева полевых мышей фея Рамина, говоря о Тарриге, называет её своей «царственной сестрой», однако остаётся неясным, обладала ли Таррига, подобно Рамине, магическими способностями или была обычной, хотя и высокопоставленной, летучей мышью.

## Тевальто
Тева́льто (из книги «Семь подземных королей») — один из последних семи королей Подземного царства, младенец, за которого правила его мать, вдовствующая королева Раффида. Цвет королевского двора Тевальто (согласно рисункам Л. В. Владимирского) — жёлтый. После усыпления всех королей и их приближённых Тевальто должен был быть перевоспитан (хотя очевидно, что из-за своего младенческого возраста он и так ещё ничего не понимал). Подробности его дальнейшей судьбы неизвестны.
В первом издании «Семи подземных королей» персонажи Тевальто и Раффида отсутствовали. Добавление же их автором в новую редакцию книги привело к путанице: королевских династий оказалось не семь, а восемь (в алфавитном порядке — Арбусто, Барбедо, Бубала, Карото, Ламенте, Ментахо, Раффида с Тевальто, Эльяна).
Поскольку между Раффидой и древней королевой Стафидой прослеживается известное сходство (идентичный внешний облик, созвучие имён, совпадающее семейное положение), логично предположить, что и Тевальто является точной копией и потомком сына Стафиды, короля-младенца Пампуро Третьего.

## Тигр
Тигр (из книг «Волшебник Изумрудного города» и «Урфин Джюс и его деревянные солдаты») — зверь из леса, расположенного между Большой рекой и Долиной Марранов. От имени звериного собрания призывает Смелого Льва избавить лес от чудовищного Паука, а затем, в числе других зверей, признаёт Льва своим царём. Ближайший помощник Льва в делах управления. Когда Лев отправился помогать Элли и Чарли Блеку в борьбе с Урфином Джюсом и его дуболомами, он оставил Тигра «своим заместителем на царстве».
Прообразом Тигра для А. М. Волкова послужил Голодный Тигр из сказок Л. Ф. Баума о Стране Оз. Однако у Волкова роль Тигра очень быстро сходит на нет: уже во второй книге сказочного цикла о Тигре упоминается лишь одной строкой, а в последующих книгах таких упоминаний нет вообще. А в «сериале» Баума Голодный Тигр, наоборот, становится более активным персонажем. Уже начиная с третьей книги о Стране Оз, Тигр превращается в постоянного напарника Трусливого Льва; вместе они возят Красную Карету принцессы Озмы. (Впрочем, существует версия, что Голодный Тигр и Тигр из «Удивительного Волшебника из Страны Оз» — разные персонажи, но это косвенно опровергается уточнениями из книги «Лоскутушка из Страны Оз», которые, однако, при переводе книги на русский язык С. Беловым были опущены.) Также Тигр у Волкова не имеет никаких относящихся к голоду характеристик.

## Тилли-Вилли
Железный рыцарь Ти́лли-Ви́лли — немаловажный персонаж в книгах «Жёлтый туман» и «Тайна заброшенного замка».
Тилли-Вилли — оживший металлический гигант, созданный по замыслу Чарли Блека для борьбы с великаншей Арахной.На заре проектирования Чарли Блек решил, что это будет как мальчишка.Энни подтвердила,что"Будь Тим железным и высоким,он бы вёл себя точно также",как Тилли -Вилли.
Внешний облик Тилли-Вилли ужасен: огромный рост, превышающий 30 локтей, жуткие раскосые глаза, стальные клыки, торчащие из оскаленной пасти. В глотке установлена мощная сирена. Туловище с конечностями сделали и покрасили так, словно это доспехи средневекового рыцаря. Таким задумал его Чарли Блек, взяв в качестве образца самого уродливого из многочисленных идолов-божков с островов Куру-Кусу. Грозная внешность Железного Рыцаря предназначалась специально для устрашения злой колдуньи Арахны, наславшей на Волшебную страну губительный Жёлтый туман. Однако по характеру Тилли-Вилли добр, наивен и отважен; в глубине души — он обычный мальчишка, вроде Тима О’Келли, с той же хвастливостью, задором и жаждой подвигов.
Тилли-Вилли ожил, едва сделав первый шаг, что не удивительно, ибо дело происходило в Волшебной стране, где живут, ходят и разговаривают такие удивительные существа, как, например, соломенный Страшила и Железный Дровосек.
Железный Рыцарь, никогда не видевший моря, любит украшать свою речь морскими словечками, которых он набрался от моряка Чарли Блека. К самому Блеку он относится с трогательным почтением и заботой, называя его «папочкой Чарли».
В железной груди Тилли-Вилли имеется маленькая дверца, за которой, в специально оборудованной кабине, сидит механик Лестар. Изначально планировалось, что Лестар будет управлять движениями Железного Рыцаря при помощи встроенных рычагов, однако, когда Тилли-Вилли (неожиданно для всех) ожил, этот способ управления стал использоваться лишь для подстраховки. А Лестар сделался ближайшим другом и наставником юного Рыцаря.
Победа над Арахной далась Тилли-Вилли нелегко, но он справился с этой задачей при помощи самоотверженного орла Карфакса. И когда Жёлтый туман исчез, Тилли-Вилли поселился в самом большом парке Изумрудного города, где с удовольствием проводил время в играх с мальчишками и девчонками, которые нисколько не боялись его лица.
В период нашествия инопланетян Тилли-Вилли выполнял тайные поручения Страшилы Мудрого: доставил к лагерю Пришельцев разведчиков-гномов, затем появлялся перед менвитами в разных маскировочных обличьях (в накидках или узорах различной окраски), чтобы создать у тех впечатление, будто Волшебная страна кишит великанами.
Во время налёта эскадрильи Мон-Со на Изумрудный город (операция «Страх») Тилли-Вилли был готов принять участие в битве, но героическое вмешательство гигантских орлов обратило эскадрилью в бегство ещё на подступах к городу.

## Тонконюх Шестнадцатый
Его Лисичество Тонконю́х XVI (действует в книге «Огненный бог Марранов») — король Лисьего царства, рыжий лис, супруг королевы Быстроногой. Во время погони за зайцем попал лапой в капкан и целую неделю провёл в ловушке. Спасён Энни и в благодарность за спасение подарил ей волшебный серебряный обруч. Этот обруч позволял стать невидимым не только своему владельцу, но и любому, к кому тот прикасается.
Когда Тонконюх был ещё лисёнком, злая волшебница Гингема выкрала его из норки и отправила своей сестре Бастинде в качестве подарка (в Фиолетовой стране совсем не было лисиц, поэтому Тонконюх оказался там настоящей диковинкой). Тонконюху удалось выкрасть принадлежавший в ту пору Бастинде серебряный обруч и с его помощью бежать из Фиолетовой страны в родные края. Впоследствии обруч помог ему прийти к власти в Лисьем королевстве.
Тонконюх XVI и королева Быстроногая упоминались также в раннем издании повести «Тайна заброшенного замка» при описании массового переселения людей, зверей и птиц подальше от заминированного звездолёта космических Пришельцев, нагруженного тысячами тонн взрывчатки. Однако из итоговой редакции «Тайны заброшенного замка» эпизод, касающийся Тонконюха и Быстроногой, был исключён.

## Топотун
Медведь Топоту́н — сказочный персонаж в книгах А. М. Волкова о Волшебной стране и Изумрудном городе. Топотун является спутником и помощником Урфина Джюса.
Топотун — не настоящий лесной медведь, а медвежья шкура, случайно оживлённая волшебным порошком и, впоследствии, набитая опилками для устойчивости.

### Первое появление
Впервые Топотун появляется во 2-й книге о Волшебной стране А. М. Волкова («Урфин Джюс и его деревянные солдаты», 1963).

### Предыстория Топотуна
О том, что было с Топотуном до оживления, известно крайне мало. В книгах сообщается лишь то, что при жизни он был ручным медведем Урфина Джюса и издох где-то за год до начала событий 2-й книги, после чего Урфин сделал из его шкуры коврик.
Каким образом медведь попал к Джюсу изначально, какое имя он носил в тот период и что повлекло его смерть — неизвестно.
Обретя волшебный порошок, Урфин случайно просыпал некоторое его количество на медвежью шкуру, в результате чего шкура ожила. Через некоторое время, ожившая шкура попросила Урфина набить её опилками для устойчивости. Впоследствии Джюс дал ожившему медведю имя «Топотун», до этого он называл его просто «Шкура».
Благодарный Урфину за возвращение к жизни, Топотун изначально уважительно относится к Джюсу и всегда готов встать на его защиту.

### Характер и деятельность
После оживления Топотун сопровождает Урфина Джюса во всех его начинаниях. Медведь души не чает в своём хозяине и служит ему верой и правдой. Так, например, Топотун ловит для Джюса кроликов и другую живность, силой поддерживает авторитет Урфина среди деревянных солдат, а после первого свержения Джюса добровольно отправляется с ним в изгнание.
Не отличаясь особенным умом (эта роль принадлежит другому приспешнику Урфина — филину Гуамоко), Топотун выступает скорее как самый приближённый телохранитель своего повелителя. Кроме того, Джюс использует Топотуна в качестве своеобразного транспорта — ездит на нём верхом, либо перевозит поклажу.
Топотун выгодно отличается от других спутников Урфина Джюса: медведю чужда характерная для филина Гуамоко хитрость, не обладает он и злобным нравом, присущим клоуну Эоту Лингу. По натуре Топотун простодушен, добр и всецело предан хозяину, которому к тому же «обязан вечной благодарностью» за оживление.

### Нравственная позиция
Злодеяния Урфина Джюса находятся вне сферы понимания Топотуна. Он не задаётся подобными вопросами морали и не пытается судить поступки Урфина.

### Загадочное исчезновение
В книге «Огненный бог Марранов» Топотун выступает в том же качестве верного слуги Джюса, однако в финале, после вторичного падения власти Урфина, медведь по непонятным причинам покидает своего хозяина.
Дальнейшая судьба Топотуна неизвестна. Достоверно лишь то, что в последующие два-три года (соответствующие книгам «Жёлтый туман» и «Тайна заброшенного замка») Топотун не вернулся к своему хозяину, несмотря даже на то, что тот переосмыслил свою жизнь и стал порядочным человеком.
Вновь появляется в продолжении сказки — «Буратино в Изумрудном городе», где вновь прислуживал Урфину.

### Происхождение образа
В биографии Топотуна содержатся некоторые указания, позволяющие предположить, что образ Топотуна частично заимствован А. М. Волковым у Л. Ф. Баума (из книг которого Волков почерпнул также саму идею Волшебной страны и исходные образы нескольких основных персонажей).
Так, у Л. Ф. Баума упоминаются целых три медведя, из которых, возможно, Волков и «собрал» своего Топотуна. Это, во-первых, безымянная медвежья шкура, принадлежавшая некой старой женщине по имени Дина, и случайно оживлённая волшебным порошком; во-вторых, гуттаперчевый медведь по кличке Топтун (перевод И. Париной, в оригинале — Para Bruin) — почётный гость на праздновании дня рождения Принцессы Озмы в книге «Путешествие в Страну Оз», он же — один из главных героев другой сказки Баума «Король Имбирь и Цыпа-Херувимчик» (англ. «John Dough and the Cherub»), не относящейся к «озовской» серии; и в-третьих, в медведя, набитого соломой, был ненадолго превращён Страшила по воле злой колдуньи Миссис Юп (вероятный прообраз великанши Арахны) в книге «Железный Дровосек из Страны Оз».
Надо сказать, что «Баумовские» медведи играют в «озовских» книгах эпизодическую роль, их жизнеописание отличается краткостью, в то время как «Волковский» Топотун — яркий, полноценный, хорошо прописанный персонаж, занимающий заметное положение в двух книгах из шести.

## Тор-Лан
Военный министр Рамерии Тор-Лан — персонаж раннего издания повести «Тайна заброшенного замка». Принадлежит к расе менвитов. Имеет чин генерала.
Тор-Лан, не покидая Рамерии, принимал лиограммы от экипажа «Диавоны» и координировал таким образом деятельность менвитов на Земле.
Из итоговой версии «Тайны заброшенного замка» Тор-Лан был исключён.

## Торм
Князь Торм (из книги «Огненный бог Марранов») — последний князь Марранов, супруг княгини Юмы. Вместе с остальными Марранами признал Урфина Джюса Огненным богом. Хотя в результате этого утратил реальную власть над своим народом, перешедшую к Урфину, тем не менее Торм — один из немногих, кому появление «огненного бога» принесло определённую пользу: благодаря Урфину Торм вселился в новый каменный дом взамен прежнего шалаша и начал вести роскошную жизнь. Умён и проницателен («…когда Торм приобрёл резной столик и стулья к нему, точь-в-точь такие же, как во дворце бога, в его голову закрались верные догадки…») и достаточно благоразумен («…но он никому о них не сказал»).  После падения власти «огненного бога», вернувшиеся домой Марраны свергли князя и прочих аристократов. Дальнейшая судьба Торма неизвестна.

## Тубаго
Королевич Туба́го (из книги «Семь подземных королей») — один из сыновей Бофаро, первых претендентов на престол Пещеры. Поскольку был сильнее всех своих шестерых братьев, то предлагал порядок царствования устанавливать по силе: «С делами королевства лучше всего справится самый сильный. А ну, выходите трое на одного!» О своём брате Граменто, который предлагал устанавливать порядок правления по весу, говорил, что в нём «жиру много, а не ума».
Цвет королевского двора Тубаго неизвестен, однако если сопоставить иллюстративное оформление художником Л. В. Владимирским глав «Семь хитрых замыслов», «Перевоспитание» и «Завещание короля Бофаро», можно предположить, что Тубаго (хоть его портрет и не приводится) был предком короля Ментахо и, стало быть, являлся основателем зелёной династии.

## Туррепо
Турре́по (из книги «Семь подземных королей») — один из древних Хранителей времени Подземной страны. Служил королю Памелье Второму. Получил от него приказ отвести часы на двенадцать часов назад, чтобы продлить истекающий срок царствования Памельи. При выполнении приказа столкнулся с противодействием Ургандо, Хранителя времени королевы Стафиды, которая точно так же хотела приблизить на шесть часов время вступления на престол своего сына, младенца Пампуро Третьего. Противоборство двух Хранителей времени переросло в затяжную драку, в ходе которой стрелки часов многократно переводились то в одну, то в другую сторону. В результате по всей Подземной стране началась грандиозная суматоха (так называемые «беспокойные сутки») — обитатели Пещеры в тот день «вставали и ложились семь раз, пока упорный Туррепо не уступил сопернику».

## Уконда
Уко́нда — один из семи подземных королей в эпоху Первого Усыпления, цвет его королевского двора — синий. Судя по идентичности цветов (если ориентироваться на иллюстрации Л. В. Владимирского) — потомок короля Вагиссы и, возможно, предок короля Эльяны. В штат королевского двора Уконды входили ловчий Ортега и доктор Бориль (первый). Уконда был вторым королём в истории Подземной страны, который подвергся усыплению со всей семьёй, придворными, слугами, воинами и шпионами (первым был Асфейо).

## Уорра
Уо́рра (действует в книгах «Волшебник Изумрудного города» и «Огненный бог Марранов») — предводитель Летучих Обезьян. В первых редакциях «Волшебника Изумрудного города» (1939, 1941, 1959 гг.) имя Уорры не упоминается, а появляется лишь в последующих версиях; «безымянным» остаётся Уорра и в «Огненном боге Марранов».
Вместе со своими соплеменниками Уорра служил владельцам Золотой Шапки, которые сменяли друг друга. Родился ли Уорра к тому моменту, когда Бастинда с помощью Летучих Обезьян захватывала власть в Фиолетовой стране, неизвестно, но, вполне возможно, участвовал в разгроме армии Гудвина. Под предводительством Уорры Летучие Обезьяны одолели Элли и её спутников, причём Уорра лично распотрошил Страшилу, но не посмел прикоснуться к Элли (владелице серебряных башмачков) и отнёс её к Бастинде. После того, как Золотая Шапка перешла к Элли, Уорра и его соплеменники доставили девочку и её друзей в Изумрудный город, но в дальнейшем отказались нести её в Канзас, поскольку тот находился за пределами Волшебной страны. Обезьяны перенесли Элли и её друзей от Долины Марранов к Розовому дворцу, а вскоре после этого выполнили повеления Стеллы и отвезли Страшилу, Железного Дровосека и Смелого Льва каждого к его подданным. Это были последние приказы Золотой Шапки, после чего Летучим Обезьянам была дарована свобода. Тем не менее, спустя несколько лет, Уорра не отказался выполнить поручение Стеллы и доставил Страшиле подарок феи Розовой страны — волшебный телевизор.
В ранних изданиях повести «Тайна заброшенного замка» уделялось немалое внимание Уорре и Летучим Обезьянам. По той версии сюжета именно Летучие Обезьяны разгромили вертолётную эскадрилью Пришельцев-инопланетян, собиравшуюся атаковать Изумрудный город. А чтобы привлечь Обезьян к этой опасной и почётной миссии, Энни, Тим и Железный Дровосек совершили путешествие на драконе Ойххо сначала во владения Стеллы, которая знала, где искать Обезьянье княжество, а затем и к самим Летучим Обезьянам, обитавшим в удивительной Треугольной Долине. Битва с вражескими вертолётами стоила жизни многим отважным Обезьянам. Предводитель Уорра лично истребил не менее трёх летательных машин. Сражение закончилось сокрушительным разгромом инопланетной эскадрильи. Уорра и наиболее отличившиеся бойцы были представлены к наградам, а несколько пострадавших Обезьян прошли курс лечения у докторов Бориля и Робиля. Впрочем, в итоговой версии текста «Тайны заброшенного замка» роль Летучих Обезьян в битве с вертолётами была «передана» гигантским орлам Карфакса, а все упоминания об Обезьянах и главы, связанные с путешествием к ним Энни и её друзей, — были вычеркнуты.
Прообразом «волковского» Уорры был Король Летучих Обезьян из книги Л. Ф. Баума «Удивительный Волшебник из Страны Оз» (1900). Волков не стал вносить существенных изменений в характер этого персонажа, однако сильно сократил рассказанную Королём Летучих Обезьян историю злоключений его племени.

## Ургандо
Урга́ндо (из книги «Семь подземных королей») — один из древних Хранителей времени Подземной страны. Служил королю Пампуро Третьему и его матери, королеве-регентше Стафиде. Незадолго до начала очередного срока правления Пампуро III в 189-м году Подземной эры, старый Ургандо получил от Стафиды приказ перевести часы на шесть часов вперёд, чтобы Пампуро быстрее вступил на престол. Однако при выполнении приказа Ургандо столкнулся с противодействием молодого Туррепо, Хранителя времени короля Памельи Второго. Туррепо точно так же, как и Ургандо, получил от своего монарха распоряжение передвинуть стрелки часов — но только на двенадцать часов назад: «Памелья хотел продлить своё властвование». Выяснение отношений между двумя Хранителями времени закончилось дракой и вызвало грандиозную суматоху во всей Подземной стране (так называемые «беспокойные сутки») — показания часов смещались то туда, то сюда, и обитатели Пещеры в тот день вставали и ложились семь раз. Кончилось в итоге тем, что Ургандо всё-таки заставил соперника уступить.

## Феом
«Королевство Фео́ма» упоминается вскользь колдуньей Арахной в ряду древних государств Волшебной страны, когда пробудившаяся от пятитысячелетнего сна злая фея читает летопись гномов. Можно предположить, что Королевство Феома было названо так по имени своего основателя или одного из правителей, отличавшегося особым могуществом.

## Фиеро
Молодой рудокоп Фиеро — эпизодический персонаж раннего издания повести «Тайна заброшенного замка» (1976 г.). Вместе с мальчишкой Карином был отправлен из Подземелья в верхний мир, чтобы передать в Изумрудный город весть о том, что «мыши заснули». Это известие означало, что поиски Усыпительной воды вступили в завершающую стадию, и, значит, взрывать звездолёт менвитов нет необходимости — справиться с врагом поможет Усыпительная вода.
Из окончательной редакции «Тайны заброшенного замка», вышедшей в свет в 1982 году и с тех пор постоянно переиздающейся, Фиеро был исключён.

## Флита
Фли́та (из книги «Волшебник Изумрудного города») — «красивая девушка в зелёном шёлковом платье», фрейлина (или горничная) во дворце Гудвина. Именно Флита отвела Элли и её друзей в их комнаты перед аудиенцией у Гудвина, а затем провожала их к тронному залу.
Имя Флиты появляется только в четвёртой редакции книги; в версиях 1939, 1941 и 1959 гг. она называлась просто зелёная девушка. Описание внешности Флиты — «зелёная кожа, зелёные глаза и пышные зелёные волосы» — является одним из намёков в сюжете на раскрывающуюся впоследствии тайну зелёных очков, при помощи которых Гудвин дурачил население.
Прообразом Флиты для Волкова стала Джелия Джемм (англ. Jellia Jamb), горничная в Изумрудном дворце из сказки «Удивительный Волшебник из Страны Оз» Л. Ф. Баума. В книге Баума, на основе которой Волков создал своего «Волшебника Изумрудного города», персонаж Джелии Джемм также был безымянным. Однако в вышедших из под пера Баума сиквелах Джелия не только обрела имя, но и «сделала карьеру», став начальницей над всеми служанками дворца и любимой горничной Принцессы Озмы. Во «вселенной» Оз Джелия Джемм — яркий второстепенный персонаж, встречающийся во многих книгах серии, в то время как Флита у Волкова после первой книги более не упоминается ни разу.

## Фогель
Профессор Фо́гель (из книги «Жёлтый туман») — герой одной из историй, рассказанных Чарли Блеком. Другой персонаж той же истории — лорд Бумчерли. О Фогеле упоминает Энни, когда просит Чарли Блека рассказать ещё об одном из многочисленных приключений, выпавших на долю моряка. Остаётся неясно, встречал ли Чарли Блек профессора Фогеля лично, или просто слышал о нём с чужих слов. В чём состояла суть той истории, читателю также не сообщается.

## Фрегоза
Фрего́за — Мигунья, кухарка в Фиолетовом дворце. Действует в книгах «Волшебник Изумрудного города», «Урфин Джюс и его деревянные солдаты», «Огненный бог Марранов» и «Жёлтый туман». Служила ещё Бастинде; как и все прочие жители Фиолетовой страны очень боялась колдунью: «ей достаточно будет сказать одно слово, и все Мигуны повалятся мёртвыми!» Когда в плену у Бастинды оказалась Элли, Фрегоза после неоднократных разговоров с девочкой стала значительно храбрее и даже начала готовить восстание Мигунов, но колдунья погибла прежде, чем настал «час икс». Фрегоза оставалась кухаркой и в дальнейшем при любой смене власти, поскольку и Урфин Джюс и, особенно, Энкин Флед любили хорошо поесть. Кухарка замышляла даже отравить Урфина в период его второго царствования, но диктатор был предельно осторожен. Во время войны с Арахной Фрегоза, играя со своей ручной ланью Ауной, невольно потеряла серебряный обруч, подаренный королём Тонконюхом Шестнадцатым Энни.

## Харт
Харт (действует в книгах «Огненный бог Марранов» и «Жёлтый туман») — воинственный Марран из простолюдинов, «коренастый силач с огромными кулаками», азартный игрок, нерасчётливо державший пари и постоянно находившийся из-за этого в рабстве. Один из тех, кто готовил мятеж против Урфина Джюса, однако получил помилование и даже был назначен командиром роты. Такие люди как Харт — крепкие, агрессивные, недалёкие — были нужны Джюсу для создаваемой им армии, которую он хотел обрушить на головы соседних народов. Харт участвовал в захвате Изумрудного города. Получил звание полковника. Вскоре после этого полк Харта был направлен на запад, завоёвывать Голубую страну и селения рудокопов, но встретил ожесточённое сопротивление рудокопов и был рассеян драконом Ойххо под управлением Ментахо. Самого Харта Ойххо, шутки ради, забросил на верхушку высокой пальмы. Оттуда полковника потом сняли рудокопы.
После свержения Урфина, возвращения Марранов в родную долину и падения княжеской власти Торма, Харт стал одним из выборных старейшин Марранов. Позже принял участие в организации отпора злой волшебнице Арахне, когда та попыталась подчинить Марранов своей власти. По сигналу Харта несколько сотен Марранов принялись обстреливать колдунью камнями из пращей. Арахна была вынуждена отступить ни с чем, более того, в столкновении пострадал её волшебный ковёр-самолёт, в котором камни Марранов пробили несколько дыр.
Харт также упоминался в раннем издании повести «Тайна заброшенного замка» в эпизоде, где к Марранам прибыли Тим, Энни и Железный Дровосек, однако в итоговую версию книги этот эпизод не вошёл.

## Цезарь
Це́зарь (действует в книге «Огненный бог Марранов», также упоминается в книге «Жёлтый туман») — один из механических мулов, сделанных Альфредом Каннингом. Имя своё получил, по предложению Элли, в честь знаменитого военачальника, ставшего диктатором Древнего Рима. От своего собрата Ганнибала Цезарь отличается серой мастью, немного меньшими размерами и бо́льшей любознательностью. Энергию оба мула получали от солнечных лучей, благодаря солнечным батареям, вмонтированным им под кожу. Цезарь возил на себе Энни во время их с Тимом первого путешествия в Волшебную страну. Изначально мулы создавались как неодушевлённое средство передвижения, однако, попав на территорию Волшебной страны, они оба ожили и обрели дар речи. По возвращении в Канзас Цезарь и Ганнибал стали выполнять в хозяйстве Смитов полевые работы, причём делали это так быстро, что у Джона Смита «оставалось много свободного времени, он нанимался пахать и убирать хлеб к соседям, и это приносило ему порядочный доход».

## Чарли Блек

### История персонажа
Ча́рли Бле́к — одноногий моряк, брат Анны Смит и дядя Элли и Энни Смит, один из главных героев сказок «Урфин Джюс и его деревянные солдаты» и «Жёлтый туман», который эпизодически упоминается и в других книгах гексалогии кроме первой. У Чарли Блека отсутствует левая нога ниже колена и к ней прицеплена деревяшка. Он средних лет, широкоплеч и крепок, с длинными мускулистыми руками и смелым взором серых глаз на обветренном лице, опытный путешественник и мастер на все руки. Домик-фургон семьи Смитов, заброшенный ураганом Гингемы в Волшебную страну, сделал когда-то именно Чарли. Чарли Блек четыре года провёл в плену у людоедов на острове Куру-Кусу. Всё это время родные Чарли Блека считали его погибшим. Однако он сумел подружиться с обитателями Куру-Кусу и впоследствии неоднократно плавал туда, ведя меновую торговлю с туземцами.
Вместе с Элли, Тотошкой и вороной Кагги-Карр отправился в Волшебную страну бороться против злого Урфина Джюса. Построил сухопутный корабль, на котором путешественники преодолели бо́льшую часть Великой пустыни. Добравшись до Волшебной страны, Чарли Блек победил целый взвод зелёных дуболомов, служивший охраной для Кабра Гвина, наместника Голубой страны. Кабр Гвин был арестован и страна Жевунов обрела свободу. Жевуны, поражённые необычайным по их меркам ростом моряка Чарли, прозвали его Великаном из-за Гор. А у Мигунов, никогда не видевших моря, сложилось ошибочное убеждение, что «моряки — это люди с одной деревянной ногой».
Блек сделал очень многое для освобождения Страшилы, Железного Дровосека, Дина Гиора и Фараманта. В освободительной войне был назначен начальником штаба. Подписал ультиматум наместнику Фиолетовой страны Энкину Фледу. При помощи лассо моряк Чарли сумел одолеть капрала Ельведа в битве у Фиолетового дворца. Также по рецепту Чарли Блека был изготовлен порох, которым выстрелила пушка Лестара, разогнав армию дуболомов. Этот выстрел решил исход всей войны; власть Урфина пала. В награду за свои подвиги Блек получил от Страшилы большой изумруд, продав который по возвращении на родину, смог купить собственный корабль и сделаться капитаном.
Во время очередного визита к Смитам Чарли оказался вовлечён в борьбу с Арахной. Вместе с Энни, Тимом и Артошкой вновь отправился в Волшебную страну — на этой раз на спине дракона Ойххо. Принял деятельное участие в Большом совете. По замыслу Чарли Блека был построен самоходный железный великан Тилли-Вилли, предназначенный для сокрушения Арахны. Едва сделав первый шаг, Тилли-Вилли ожил, и впоследствии трогательно заботился о моряке, которого по праву считал своим отцом. Блек возглавил экипаж передвижной крепости-фургона, двинувшегося к логову Арахны. Кроме того, моряк был автором идеи привлечь к боевым действиям исполинского орла Карфакса. Жизнь подтвердила правоту расчётов Чарли: сражение гигантов в горах окончилось гибелью Арахны. За новые и прежние заслуги перед Волшебной страной моряк был награждён сразу тремя высшими орденами Зелёной страны. Кроме этого, Чарли Блеку доверили снять с Волшебной страны заклятие Жёлтого тумана.

### Нереализованные сюжетные линии
Авторский замысел второй сказки о Волшебной стране существенно отличался от известной итоговой версии. Поначалу Волков собирался сделать главным спутником девочки Элли не моряка Чарли Блека, а разоблачённого в первой книге «волшебника» Гудвина. Сказка должна была называться «Новые приключения Элли и Гудвина в Волшебной стране». Тем не менее, уже и в этой версии сюжета присутствовал образ, которому предстояло впоследствии превратиться в Чарли Блека: по замыслу Волкова, Гудвин знал, как попасть на край пустыни, окружавшей Волшебную страну, но не имел представления, как им с Элли двигаться дальше; затруднение путешественников должен был решить одноногий матрос Джек, сильный, решительный и находчивый человек, встреченный путниками невдалеке от края пустыни. Именно Джеку предстояло изобрести сухопутный корабль на широких колёсах, который смог бы пройти по песку (здесь же Волков подчеркнул отличие от схожей сцены из книги Баума «Дорога в Страну Оз», где Джонни-Умелец сооружает сухопутную лодку, движущуюся по песку на лыжах, что, по мнению Волкова, было бы нереалистично).
Как отмечает исследовательница творчества Волкова Т. В. Галкина, согласно изначальному авторскому замыслу в третьей книге о Волшебной стране («Семь подземных королей») спутником девочки Элли также должен был стать Чарли Блек. Волков планировал, что именно с дядей Чарли Элли проделает путешествие под землёй, которое приведёт её в итоге в Волшебную страну в третий раз. Однако в издательстве «Советская Россия», куда Волков представил первоначальный план книги, редакторы Новиков и Афанасьева высказали пожелание убрать Чарли. Волков с этим предложением согласился, условившись ввести взамен Чарли Блека мальчишку Фреда Каннинга. Некоторое затруднение состояло в том, что при такой замене терялась возможность задействовать «всепревращальное полотнище», принадлежавшее моряку Чарли и необходимое по сюжету «Семи королей» для того, чтобы путешественники смогли плыть по подземной реке. Но Волков решил и эту проблему, «заставив» Фреда взять с собой складную парусиновую лодку.

## Чернушка
Черну́шка (из книги «Жёлтый туман») — полевая мышь, рядовая в армии Рамины. Во время великого похода мышиного войска получила ранение, напоровшись на сучок, но была спасена адъютантом Разорванное Ухо, а потом едва не упала в ущелье, когда армия мышей переходила через него по «живому мосту» из нескольких сотен самых крупных и сильных мышей.

## Эльвина
Эльви́на — бывшая королева Подземного царства, супруга Ментахо, также бывшего короля. Эльвина впервые упоминается только в последней книге сказочного цикла, где она названа «старушкой», хотя ещё в «Семи подземных королях» Ментахо представлен как человек семейный, отец нескольких маленьких детей. Во время войны с Пришельцами вместе с супругом попала к ним в плен и жила в Ранавире, в Синем домике, вплоть до усыпления менвитов. В отличие от Ментахо, не имела никакого желания изучать язык Пришельцев.

## Эльгаро
Эльга́ро (из книги «Огненный бог Марранов») — рудокоп, который после усыпления королей и переселения наверх стал помощником Правителя Ружеро. Энни и Тим встретили Эльгаро в Пещере, когда прибыли за Усыпительной водой, чтобы подмешать её Марранам, караулившим Страшилу, Железного Дровосека, Дина Гиора и Фараманта.
В предыдущей книге сказочного цикла помощником Ружеро был назван другой рудокоп — летописец Арриго. Неясно, покинул ли Арриго по тем или иным причинам эту должность или у Ружеро было несколько помощников одновременно; нельзя также исключать, что о таком персонаже, как Арриго, Волков просто успел забыть.

## Эльяна
Элья́на (из книги «Семь подземных королей») — один из последних королей Подземного царства. Цвет его двора неизвестен. Во время исчезновения Усыпительной воды и работ по её возвращению никакой заметной роли не играл, но, как и остальные короли, замыслил устранить всех прочих и править в Пещере единолично. После усыпления всех королей и их приближённых перевоспитан. В первом журнальном издании сказки «Семь подземных королей» (1964) именно Эльяна был тем королём, двор которого первым пробудился после разрушения источника Усыпительной воды; в следующих версиях текста в этом эпизоде Эльяна был заменён королём Арбусто.
Цвет двора Эльяны, похоже, известен. Это синий цвет, что явствует из следующего. На с. 14 книги издания за 1979 г. изображён королевич Вагисса (самый высокий из сыновей короля Бофаро) — как раз в синей «униформе» и в мантии с орнаментом из буквы «В»; на страницах же 91 и 97 присутствует король — явный потомок Вагиссы (точно той же фактуры, комплекции, так же одет), но на его мантии — «логотип» «Э». Из всех 7 королей «современности» больше никого (кроме Эльяны) не значилось с именем, начинающимся на букву «Э».

## Энкин Флед
Э́нкин Флед — герой сказочного цикла А. М. Волкова о Волшебной стране. Фигурирует в книгах «Урфин Джюс и его деревянные солдаты» и «Огненный бог Марранов».
Один из нескольких изменников наряду с Руфом Биланом и Кабром Гвином, перешедший на службу к Урфину Джюсу. По характеру труслив и тщеславен. Житель Изумрудного города. О социальном статусе сведений нет. Во время первого правления Урфина был назначен наместником Фиолетовой страны Мигунов. На этом посту отличился тягой к коллекционированию холодного оружия, обязав ремесленников изготавливать его в огромных количествах. Столкновение с ним Элли и друзей было более опасным, чем при освобождении Голубой страны. Лично присутствовал при сражении своей армии (взвода дуболомов) с Железным Дровосеком и отдал приказ убить противников. После поражения отряда дуболомов сопротивления не оказал и был обезврежен восставшими Мигунами. Несмотря на то, что его кровожадность была признана отягчающим обстоятельством, реального наказания, по-видимому, не понёс и вернулся в Изумрудный город. Во время второго правления Урфина занимал пост начальника полиции.

## Энни Смит

Энни Смит помогает лису Тонконюху выбраться из капкана (иллюстрация Л. Владимирского для повести «Огненный бог Марранов»)

Э́нни Сми́т — девочка 7-12 лет, младшая сестра Элли Смит (младше на 10 лет), главная героиня повестей «Огненный бог Марранов» (1968), «Жёлтый туман» (1970) и «Тайна заброшенного замка» (1976, 1982). Во всех этих повестях Энни путешествует со своим другом Тимом О’Келли. В «Огненном боге Марранов» Энни попадает в Волшебную страну на механических мулах, сконструированных Фредом Каннингом, где вместе с другом Тимом О’Келли борется с Урфином Джюсом, снова захватившим власть над страной с помощью дикого племени Марранов. В «Жёлтом тумане» Энни вместе с дядей, моряком Чарли Блеком, и Тимом О’Келли спасает Волшебную страну от злой колдуньи Арахны и Жёлтого тумана, которым колдунья покрыла страну. В «Тайне заброшенного замка» Энни, Тим и Фред Каннинг прибывают в Волшебную страну, чтобы спасти её от менвитов — прилетевших в Волшебную страну на огромном звездолёте инопланетян-поработителей.
Сам А. М. Волков, объясняя причины написания 4-й сказки о Волшебной стране и введения в сюжет девочки Энни, высказался так: «Скажу о том, почему я написал четвёртую сказку, хотя в третьей устами королевы полевых мышей закрыл Элли дорогу в Волшебную страну. Дело в том, что я получаю от ребят массу писем, где они требуют продолжения, да и мне не хочется расставаться с моими героями, с которыми я так сжился за 30 лет. Вот почему я пошёл на хитрость и вместо Элли ввёл Энни, ещё крепче таким образом привязав семью Смитов к Волшебной стране». Внучка писателя, Калерия Волкова, указывает ещё одну причину введения Энни в качестве новой главной героини сказочного цикла: ко времени действия «Огненного бога Марранов» прежняя главная героиня, девочка Элли, стала слишком взрослой, и Волков увидел в этом препятствие для её новых путешествий в Волшебную страну. Литературный критик Т. К. Кожевникова расценила характеры Энни и её друга Тима как «менее живые» по сравнению с Элли, и Волков, прислушавшись к этим замечаниям, решил углубить образ Энни, «заставив» её, в частности, вспоминать о сестре и размышлять, как бы та поступила в той или иной трудной ситуации.

## Эот Линг
Клоун Э́от Линг (действует в книгах «Урфин Джюс и его деревянные солдаты» и «Огненный бог Марранов») — деревянная игрушка, сделанная Урфином Джюсом. Вместо улыбки на лице у него было свирепое выражение и рот с оскаленными острыми зубами, поэтому его никто не захотел покупать. Была оживлена в результате проведения опыта с живительным порошком. В качестве «благодарности» тут же укусил хозяина за палец. В дальнейшем служил Урфину Джюсу верой и правдой. Внешность Эот Линг имел самую злобную, как и все игрушки, сделанные Урфином до перевоспитания. В ранней версии второй книги именно деревянный клоун склонил к предательству Руфа Билана (в поздних версиях это делает филин Гуамоколатокинт).
После первого низложения Урфина отправился с ним в изгнание. Помог Джюсу установить и утвердить власть над Марранами, выполняя роль разведчика: Эот Линг в маскировочной одежде из кроличьих шкурок был заброшен в Долину Марранов орлом Карфаксом, где разузнал обычаи и быт племени, а позднее разведал детали готовящегося восстания против власти Урфина. В ходе военной кампании «Огненного бога» также был разведчиком и шпионом. После того как Джюс вторично лишился власти, Эот Линг «затерялся в суматохе», так что с Джюсом остался только филин Гуамоко. Дальнейшая судьба клоуна неизвестна.
В первой редакции книги «Урфин Джюс и его деревянные солдаты» (1963) у Эота Линга не было личного имени; он звался просто деревянный клоун.

### Заимствование образа другими авторами
В книге Л. В. Владимирского «Буратино в Изумрудном городе» Эот Линг выпивает зелье роста, становится большим и пытается захватить трон, на котором сидит людоед, но тот успевает расколоть клоуну голову.

## Юма
Ю́ма (из книги «Огненный бог Марранов») — последняя марранская княгиня, супруга князя Торма. Вместе с мужем получила несомненную пользу от пришествия «Огненного бога»: благодаря нововведениям Урфина Джюса Юма вселилась в новый каменный дом, взамен прежнего шалаша. Начала вести роскошную жизнь. В разворачивающихся событиях в Долине Марранов никакой заметной роли не играла. После падения власти «Огненного бога» свергнута Марранами вместе с мужем и дальнейшая её судьба неизвестна.